# Ur
|  | Per a altres significats sobre Ur, vegeu «Ur (desambiguació)». |

Ur (sumeri cuneiforme: 𒌶𒆠 URI₅, 𒋀𒀕𒆠 URIM₂, 𒋀𒀊𒆠 URIM₅; accadi: 𒋀𒀕𒆠 URU; àrab: أُور, Ūr; hebreu: אוּר, ʾÛr‎), actualment Tell al-Muqayyar (àrab: تل المقير, tall al-muqayyar, ‘el turó enquitranat’), és una de les ciutats més antigues i importants de l'antiga Mesopotàmia, a l'actual Iraq, que aleshores es trobava en una de les branques de l'Eufrates, a prop del golf Pèrsic.
Ur apareix com una de les principals i més poderoses ciutats sumèries del iii mil·lenni aC, com il·lustren els sepulcres reials i el ric mobiliari funerari que s'hi va exhumar. Durant el segle xxi aC aquesta ciutat va ser la capital d'un poderós imperi, dirigit pels reis de la tercera dinastia d'Ur. Aquest últim va construir monuments remarcables al santuari del gran déu de la ciutat, el Déu-Lluna, anomenat Nanna en sumeri i Sin en accadi. Continua sent una ciutat important a principis del ii mil·lenni aC els nombrosos descobriments de construccions i tauletes cuneïformes realitzades per a aquest període pels equips arqueològics liderats per Leonard Woolley, que va explorar les seves ruïnes entre 1922 i 1934. Ur continua sent una ciutat bastant rellevant tot i el declivi durant el i mil·lenni aC, abans del seu abandonament cap al segle iii aC. La Bíblia, «Ur de Caldea» es presenta com la ciutat natal del patriarca Abraham.［Ne 9:7］

## Excavacions

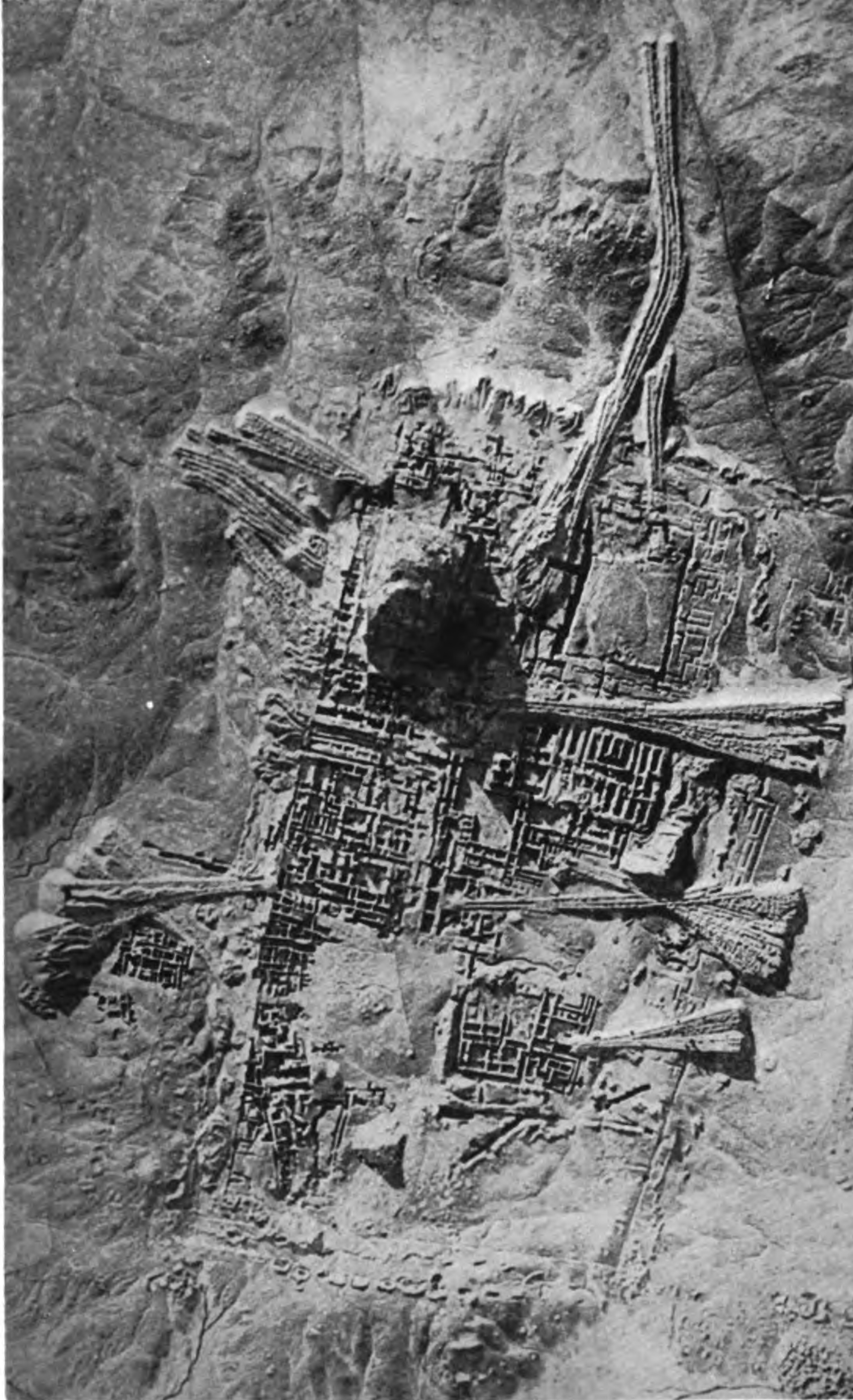
Fotografia aèria del barri sagrat del jaciment d'Ur en el període de les excavacions britàniques, 1927.

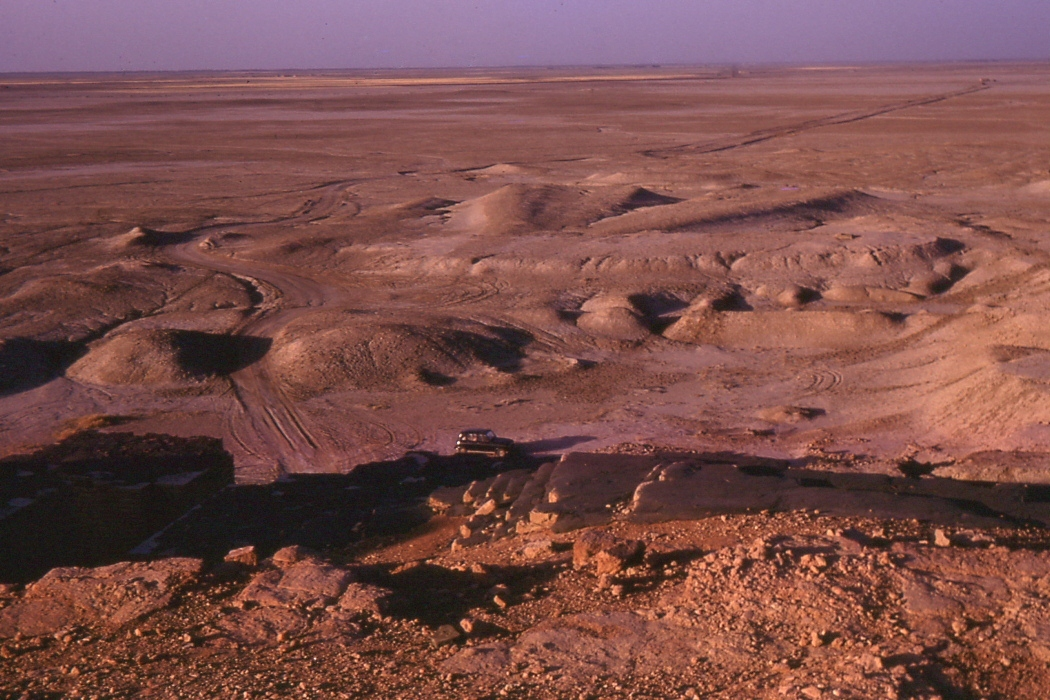
Ruïnes d'Ur l'any 1970 vistes des del cim del zigurat.

Visitat segle xvii pel viatger italià Pietro della Valle, que hi va recollir alguns maons i altres objectes inscrits, Tell al-Muqayyar va ser examinat per primera vegada el 1854 pel cònsol britànic de Bàssora, John George Taylor, en nom del Museu Britànic. A partir de les inscripcions que Taylor hi havia trobat, Henry Rawlinson va identificar el lloc com l'antiga ciutat d'Ur, ràpidament relacionada amb «Ur de Caldea», lloc d'origen d'Abraham segons la Bíblia. Alguns arqueòlegs de la Universitat de Pennsilvània van fer-hi exploracions més tard. El lloc va ser examinat l'any 1918 per R. Campbell Thompson a petició del Museu Britànic. L'any següent, H. R. Hall va fer-hi excavacions al mateix temps que als jaciments propers d'Èridu i El Obeid. El 1922, una operació conjunta del Museu Britànic i la Universitat de Pennsilvània va planificar una nova excavació del jaciment, sota la direcció de l'arqueòleg britànic Leonard Woolley. Hi va fer dotze campanyes, fins que l'any 1934 va decidir interrompre les operacions per fer les tasques de publicació. Woolley va ser ajudat notablement pel seu compatriota Max Mallowan de 1925 a 1931. Els principals monuments del barri sagrat de la ciutat van ser descoberts durant períodes de més de 2000 anys. Aquí es va fer un dels descobriments més espectaculars del Pròxim Orient: el del cementiri reial i els objectes de luxe que s'hi van exhumar. Els resultats de les excavacions es van publicar gradualment al llarg de trenta anys, en la sèrie de treballs Ur Excavations (sobre excavacions arqueològiques) i Ur Excavations Texts (tauletes exhumades al jaciment), mentre que Woolley va escriure diverses obres de divulgació sobre els seus descobriments. El Museu Britànic i el Museu d'Arqueologia i Antropologia de la Universitat de Pennsilvània han creat un lloc web que finalment hauria de presentar tots els resultats de les excavacions: notes de camp, fotografies, mapes, cartes, etc.
Molt després de la fi de les excavacions angloamericanes, les autoritats iraquianes van emprendre la restauració d'alguns edificis, entre ells el gran zigurat. Després de la invasió de l'Iraq el 2003, el lloc va ser ocupat temporalment per l'exèrcit estatunidenc, i retornat a les autoritats iraquianes el 2009. El jaciment arqueològic, però, va patir danys a causa de l'estacionament proper de les tropes iraquianes i dels combats que hi van tenir lloc, inclosos els bombardejos. Les ruïnes estan subjectes a més a l'erosió que amenaça la seva existència, fet que ha portat a l'establiment d'un programa de rescat.
Des del 2011 al 2012, les excavacions s'han reprès a la regió d'Ur, primer en petits jaciments als afores de l'antiga metròpoli (Tell Sakhariya, Tell Khaiber, Abu Tbeira), llavors des del 2015 al mateix lloc d'Ur, sota la direcció d'Elizabeth Stone.

## Èpoques arcaiques
El període protohistòric és molt poc conegut, igual que en la majoria dels grans jaciments arqueològics de l'antiga Baixa Mesopotàmia. No obstant això, les excavacions i els textos antics mostren que Ur va tenir un gran paper des dels primers temps en la història de Mesopotàmia. És un lloc de culte important, la ciutat del déu de la lluna Sin, un dels més importants del panteó mesopotàmic. També és un centre de poder polític, d'on han sorgit diversos sobirans importants. Ur és, doncs, així com les veïnes Èridu, Uruk, Lagaix o fins i tot Nippur, una de les principals ciutats de la civilització sumèria que es desenvolupa durant el iii mil·lenni i exerceix una influència considerable sobre tot l'Orient Mitjà. Els descobriments fets a Ur il·lustren bé les característiques d'aquesta civilització, ja sigui el seu art, l'arquitectura, l'organització política, econòmica i social, la cultura i la religió.

### Els primers temps d'Ur

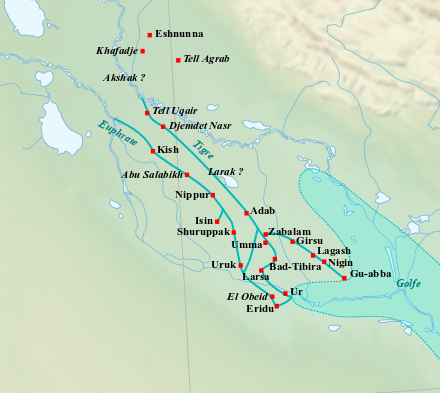
Situació d'Ur a la Baixa Mesopotàmia al mil·lenni aC.

Diversos sondejos realitzats al jaciment de Tell al-Muqqayar han revelat que ha estat habitat des de l'període Obeid (ca. 5000–3750 aC, que pren el nom d'una ciutat situada a sis quilòmetres a ponent, que en temps històrics va ser un suburbi d'Ur). L'estratigrafia d'alguns dels sondeigs va revelar un nivell particular de dipòsit, provocat per l'acció de l'aigua. Aquesta capa d'argila pura es troba entre dos nivells arqueològics, el seu gruix màxim arriba als 3,75 m. Aquesta observació va portar Woolley a associar el seu descobriment amb les històries del Diluvi presents en diversos textos mesopotàmics i a la Tanmateix, podria tractar-se d'un dipòsit aportat per una riuada ordinària, o fins i tot per l'acció del vent, o fins i tot per la pujada de les aigües del golf. També s'han descobert algunes tombes del període Obeid. Malgrat això, la major part de la informació relativa a aquest període prové del jaciment proper d'Obeid.

Els nivells dels períodes següents, els d'Uruk (ca. 3900–3100) i Jemdet Nasr (ca. 3100–2900), es coneixen per sondejos que van donar restes de construccions i alguns objectes. Woolley ha datat un ric cementiri del període de Jemdet Nasr, però després de reexaminar les dades es va trobar que abastava un període més ampli des del període Uruk fins a les primeres dinasties arcaiques. També s'han trobat maons i cons d'argila característics dels períodes Uruk i Jemdet Nasr sota el zigurat posterior del santuari de Nanna, la qual cosa indica que aquest ja devia tenir un conjunt monumental. L'espai construït ocupava aleshores unes deu a quinze hectàrees, en una plana que es va anar poblant cada cop més amb l'ampliació de les zones de regadiu.

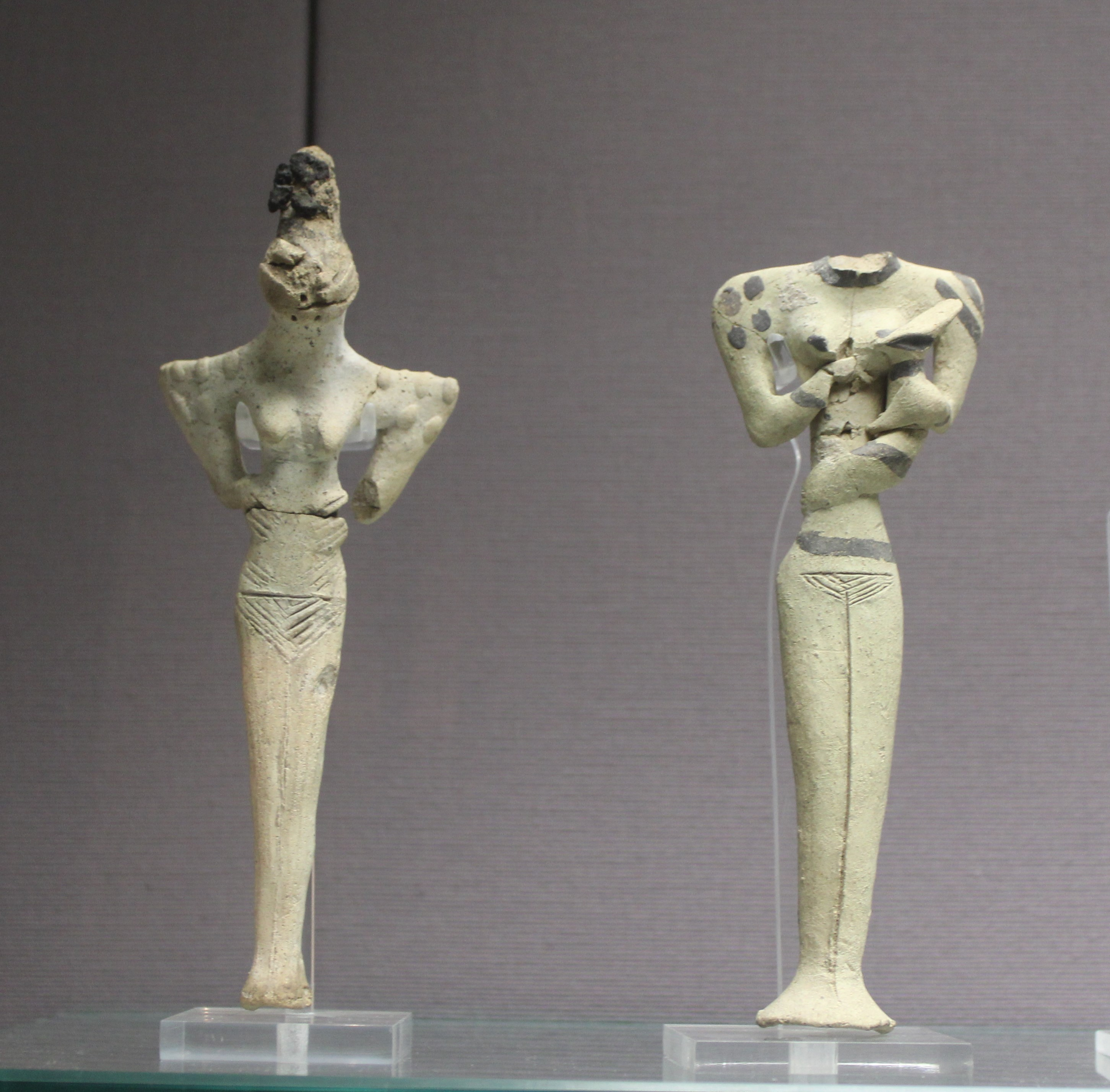
Dues figuretes femenines de fang de l'època Obeid. Museu Britànic.
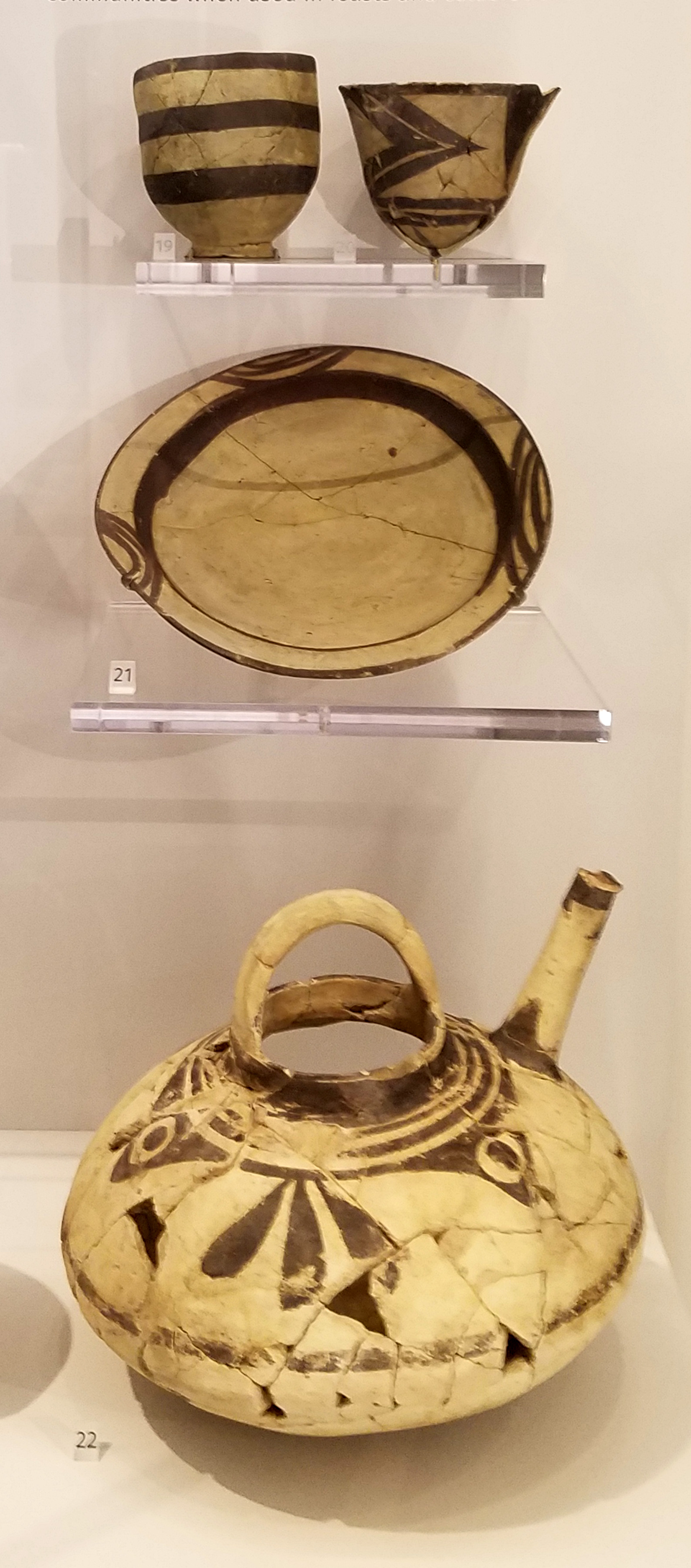
Ceràmica pintada de finals del període Obeid (ca. 4500–4000 aC). Museu Penn.
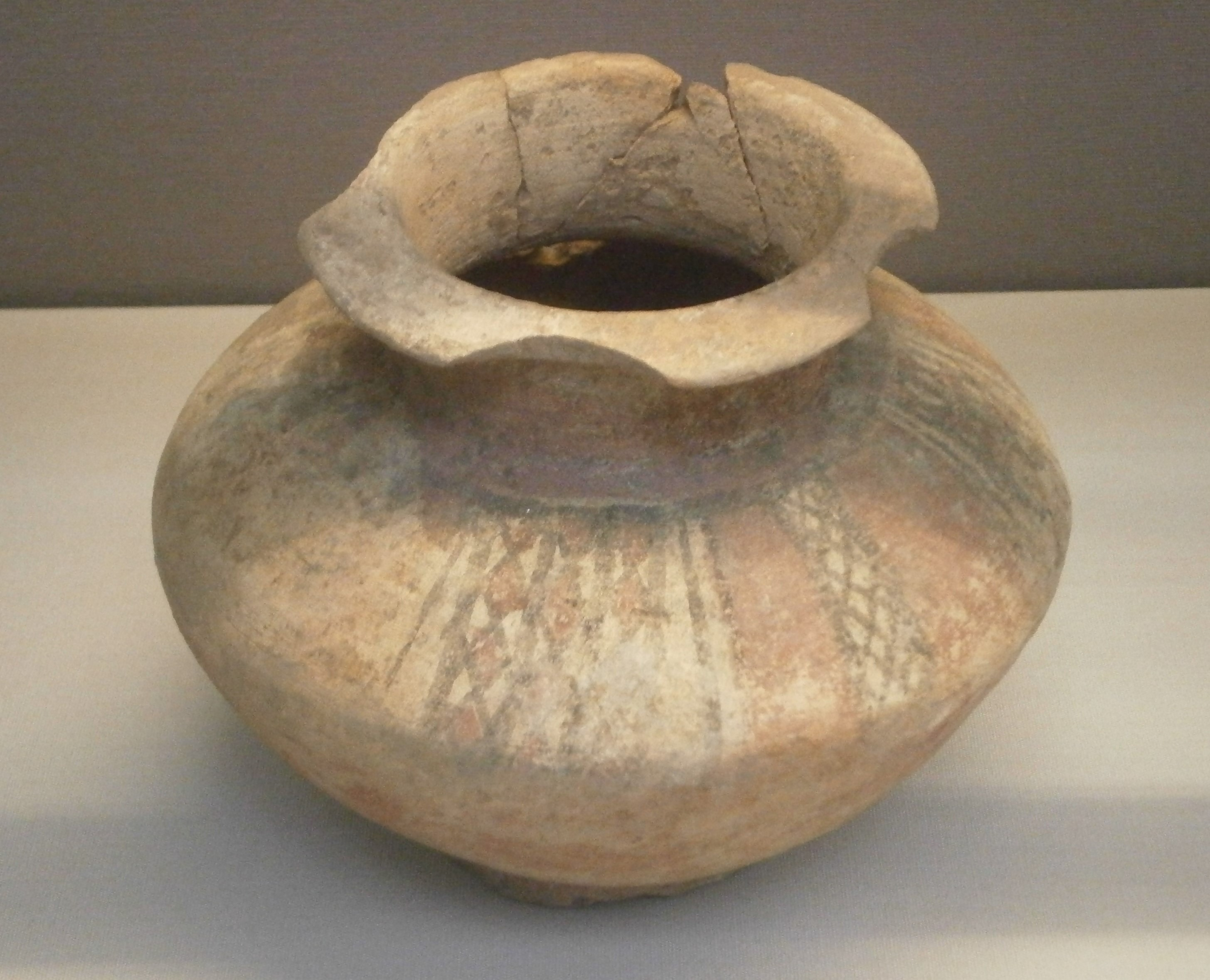
Pot pintat de l'època de Jemdet Nasr (ca. 3100–2900 aC). Museu Britànic.
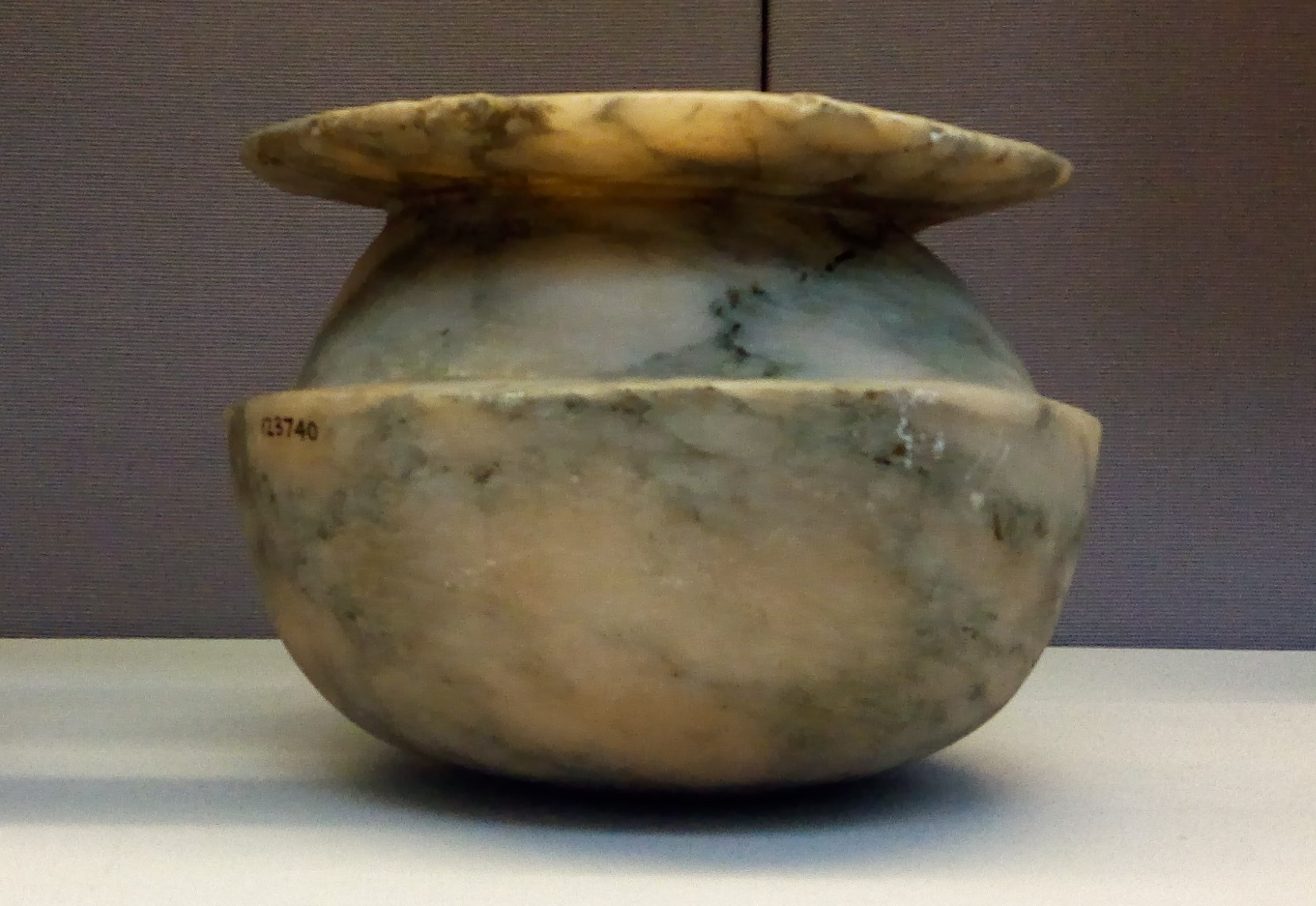
Pot de guix, període dinàstic arcaic I (ca. 2900–2700 aC). Museu Britànic.

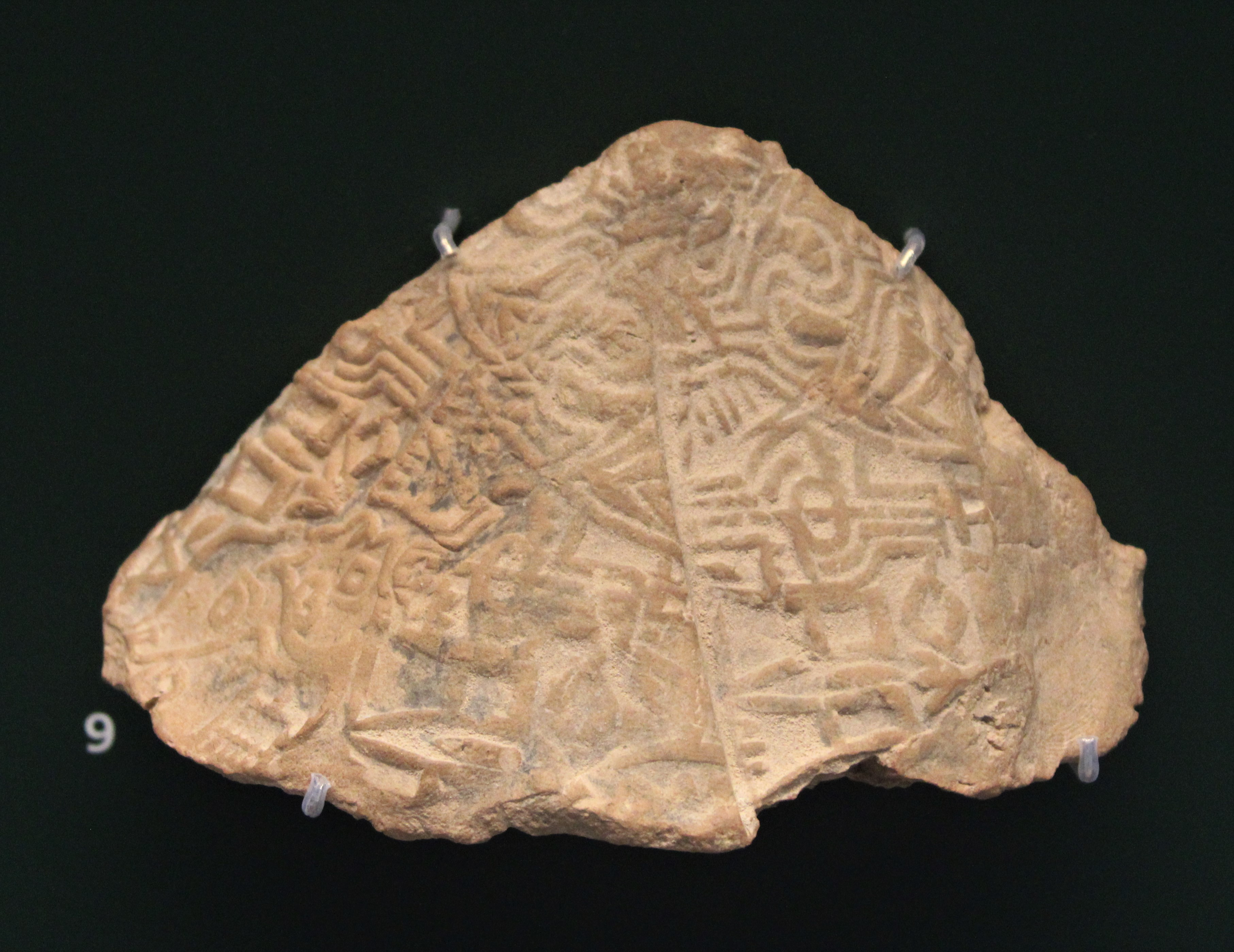
Segell de la porta on s'han imprès els segells de les ciutats. DA I, ca. 2900–2750 aC. Museu Britànic.

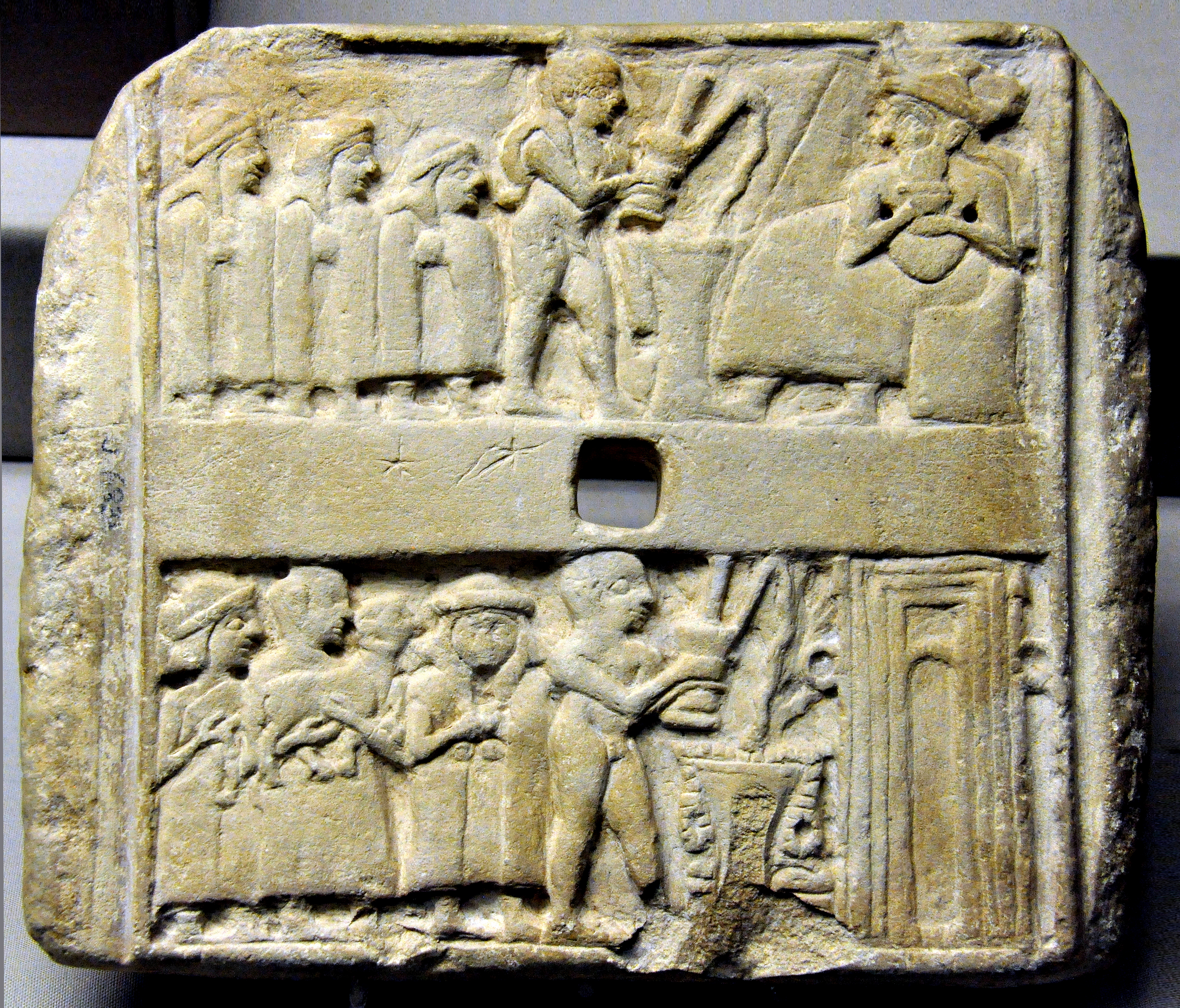
Placa de pedra perforada que mostra dues escenes de libació davant una divinitat (probablement Nanna) i un temple. DA IIIA, ca. 2500 aC. Museu Britànic.

El període següent, el de les dinasties arcaiques (DA, ca. 2900-2340) està més ben documentat. La ciutat va viure una forta expansió al començament del iii mil·lenni, passant a aproximadament 20 ha, tot romanent organitzada al voltant del seu nucli urbà. Els jaciments veïns també van experimentar una forta expansió, tal com van revelar les prospeccions arqueològiques que van permetre identificar diversos pobles. Un d'ells, situat a Sakheri Sughir, va ser breument excavat i representa un jaciment d'unes 1,5 ha, amb un recinte i situat a la vora d'un canal, a uns 8 km al nord d'Ur. S'hi van excavar diversos habitatges amb de planta tripartida ocupats llavors per una comunitat de pagesos (potser una quinzena de famílies). A prop del complex sagrat del centre de la ciutat, els arqueòlegs van excavar un abocador, anomenat Seals Impressions Strata (SIS) a causa de les nombroses impressions de segells cilíndrics que s'hi van trobar al costat de ceràmica i tauletes. Daten, doncs, de l'època dinàstica arcaica les primeres inscripcions descobertes al jaciment (finals de DA I o inicis de DA II, ca. 2800–2700). Aquestes impressions de segell permeten conèixer bé la glíptica de l'època i apropar-se a l'univers simbòlic dels sumeris d'aquesta època. Algunes impressions de segells porten els noms de ciutats de Sumer, i s'utilitzaven per segellar gerres o portes d'Ur, però també altres jaciments com Jemdet Nasr (per al període anterior). Aquests segells representen diverses ciutats de la Baixa Mesopotàmia, en un ordre de vegades predefinit, que a Jemdet Nasr situa Ur en primera posició (davant de Nippur, Larsa i Uruk), demostrant potser que exerceix una mena de preeminència. Això seria l'evidència d'una associació de ciutats, encara que se'n desconegui la finalitat exacta: seguint l'exemple del que succeeix sota la Tercera dinastia d'Ur amb el sistema bala, s'ha suposat que es tractava d'una mena d'amfictionia que agrupava les principals ciutats sumèries en la participació en el culte de determinades divinitats (Inanna d'Uruk n'era la millor candidata), oferint-hi sacrificis.
Una col·lecció de 403 tauletes, trobades a Ur i datades a finals de DA I o DA II, provenen dels arxius del temple del déu de la lluna Nanna, la divinitat tutelar de la ciutat. Segurament escrits per escrivans que hi treballaven, esmenten les finques agrícoles que posseïa la institució i les llistes dels seus empleats: jardiners, viticultors, cervesers, ferrers, etc. El temple és de fet una important institució social i econòmica al sud de Mesopotàmia. La del déu tutelar d'Ur va ocupar un paper fonamental al llarg de la història de la ciutat, i a partir d'aquell moment va tenir el control de bona part de l'economia agrícola. Està dirigit per una elit administrativa al capdavant d'un sistema jeràrquic que depèn en un nivell intermedi de supervisors, i que organitza el desenvolupament dels seus dominis emprant agricultors i altres treballadors, remunerant-los amb racions o concedint-los l'explotació de la terra.

### Les primeres dinasties

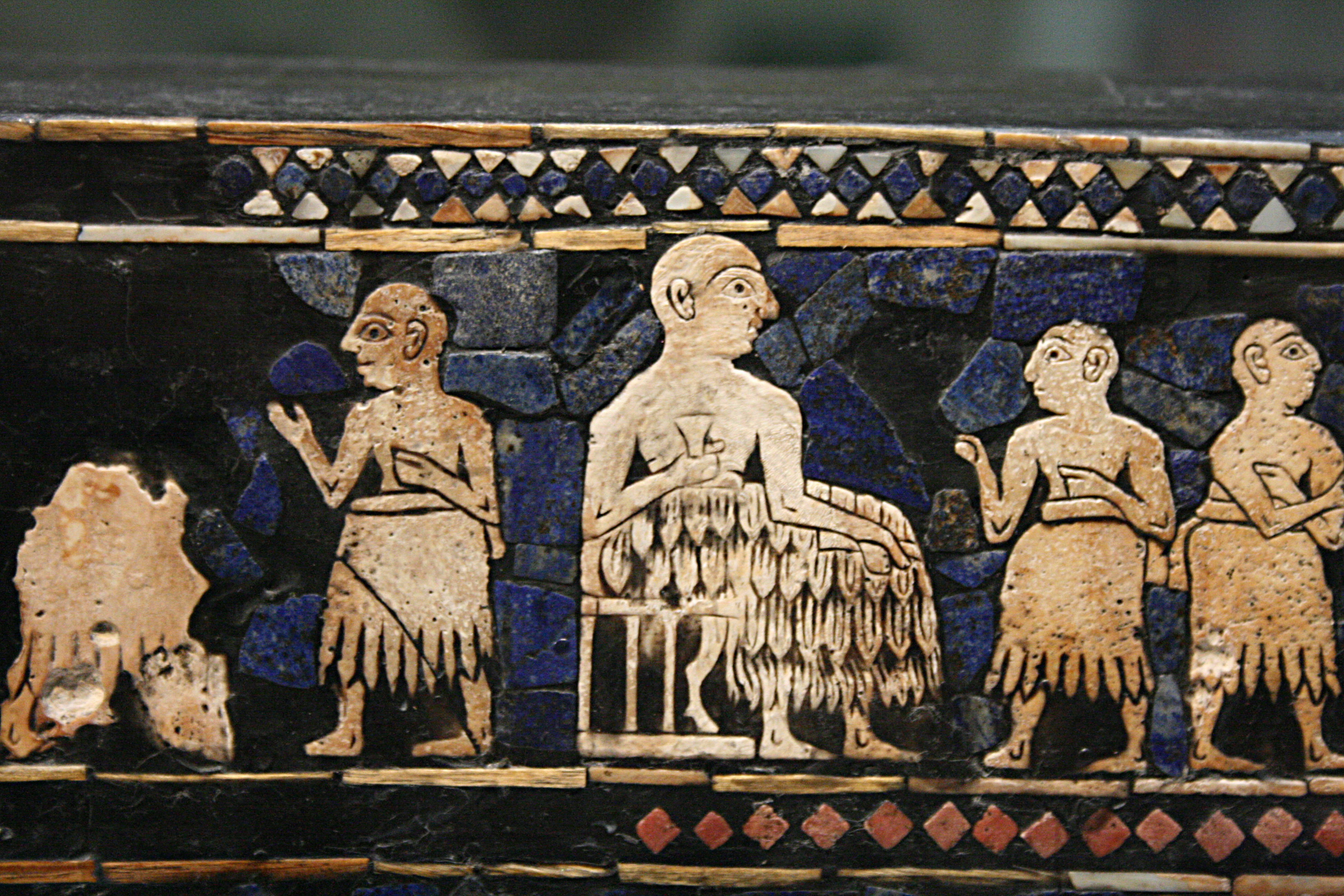
El Rei presidint un banquet, detall de l'Estendard d'Ur trobat a les tombes reials.

Els testimonis del període dinàstic arcaic III (DA III, ca. 2600–2340) indiquen que Ur va continuar sent una ciutat important i opulenta, que s'aproximava a les 50 ha d'àrea, que va dominar la regió després de la decadència de l'altre jaciment important, Èridu. És des de l'inici d'aquest període que data el descobriment més famós realitzat al jaciment, sota el SIS: les «tombes reials» (al voltant del 2500 aC). El seus difunt principals, Meskalamdug i Akalamdug, s'han considerat generalment reis, i Puabi, que rep honors similars als seus, es veu més aviat com la consort d'un rei, encara que la possibilitat que hagi estat una reina «regnant». Però cap d'aquestes figures apareix a la llista de reis sumeris. Aquest document, en gran part posterior als períodes arcaics, informa dels noms dels sobirans que la tradició sumèria ha conservat. Esmenta dues dinasties que van dominar la Baixa Mesopotàmia des d'Ur: la primera, fundada per Mesannepada, se situaria cap al segle xxv aC; els seus reis són coneguts per inscripcions trobades en diversos llocs. El sobirà fundador també és conegut per tauletes i per inscripcions en objectes trobats al jaciment així com al jaciment llunyà de Mari. Es presenta com el fill de Meskalamdug i en un moment porta el títol de «rei de Kix», que indica que el seu titular exerceix una forma d'hegemonia sobre el «ciutats-estat» de la Baixa Mesopotàmia. Aanepada, el seu fill i successor, queda constància en una inscripció que esmenta la construcció d'un temple de Ninhursag que va ser excavat a Obeid. Aquest darrer jaciment, doncs, pertanyia als reis d'Ur.
La segona dinastia d'Ur, que formada per quatre reis segons la Llista Reial, data del segle següent, però els seus governants no estan testimoniats en cap altre lloc. Les excavacions d'Ur relatives a aquest període van revelar l'existència d'un temple construït sobre una plataforma a l'emplaçament del futur ziggurat, indicant que el conjunt de Nanna és, sens dubte, un important conjunt monumental. El Giparu probablement també es va construir en aquesta època i potser ja servia de residència a les grans sacerdotesses del déu. Una placa perforada del DA III trobada en aquest darrer edifici representa una escena del culte al déu de la lluna, potser un matrimoni sagrat. No obstant això, la construcció més coneguda dels reis arcaics d'Ur és el temple a sobre de la terrassa d'Obeid.

### Les tombes reials d'Ur
El descobriment de Leonard Woolley de les tombes reials d'Ur continua sent un dels més espectaculars de l'arqueologia de l'antiga Mesopotàmia. Aquestes tombes es troben en un vast conjunt funerari d'aproximadament 1.800 sepultures, i representen tot el ventall social de la ciutat d'Ur entre el segle xxvi aC al segle xxiii aC. (les tombes més recents estan datades del període accadi). Molts d'ells són simples enterraments, però també hi ha sepultures col·lectives. La majoria només contenen material rudimentari (ceràmica), però alguns amagaven objectes de metalls més o menys preciosos. Això sembla indicar que els seus ocupants tenien un estatus social superior, lligat sens dubte a les funcions administratives del temple o del palau. Una vintena de sepultures destaquen per la seva riquesa; segurament hi descansen alts dignataris del regne. L'element més espectacular és el conjunt de disset tombes descrites com «Reial» per la seva arquitectura, el seu ric material funerari. Entre totes les riqueses trobades destaquen copes d'or, punyals també realitzats en or i arpes tallades en forma d'animals en postures impossibles coronats en molts casos amb caps d'or, tots aquests objectes reflecteixen una gran feina d'orfebreria. Sobretot destaquen per les desenes de morts que acompanyaven el difunt principal, una pràctica no documentada a Mesopotàmia fora d'aquest jaciment. N'hi ha prop de tres-cents, identificats per la seva roba amb soldats, criats i servents, així com amb «dames de la cort» de rang superior. Durant molt de temps es va pensar que haurien mort sense violència, potser drogats o enverinats. Però un estudi recent de dos esquelets de les tombes ha demostrat que probablement aquestes persones van ser executades perforant-ne el crani, abans que els seus cossos fossin tractats per a la seva conservació i vestits amb vestits cerimonials.

Les tombes reials d'Ur van destapar objectes d'una artesania molt fina, testimoni del gran mestratge dels artesans sumeris, en particular l'orfebreria i la metal·lúrgia. S'hi va trobar vaixelles de luxe, armes finament elaborades (sobretot punyals d'or), un carro que es va poder reconstruir, estatuetes, segells cilíndrics, etc. Entre els objectes més famosos, es pot esmentar una lira de fusta decorada amb un cap de bou, una escultura que representa un íbex aferrat a un arbust les fulles del qual sembla menjar, de 42 cm, feta de fusta daurada, lapislàtzuli, de plata, nacre i altres materials, o l'estendard d'Ur, 20 cm d'alçada i 47 de llarg, fet de nacre amb lapislàtzuli, la funció del qual és enigmàtica. El conjunt de joies de Puabi també és impressionant: una tiara feta amb fulla d'or, joies d'or diverses, lapislàtzuli, cornalina i altres pedres precioses.

Objectes trobats a les Tombes Reials d'Ur (Museu Britànic, tret que s'indiqui el contrari).
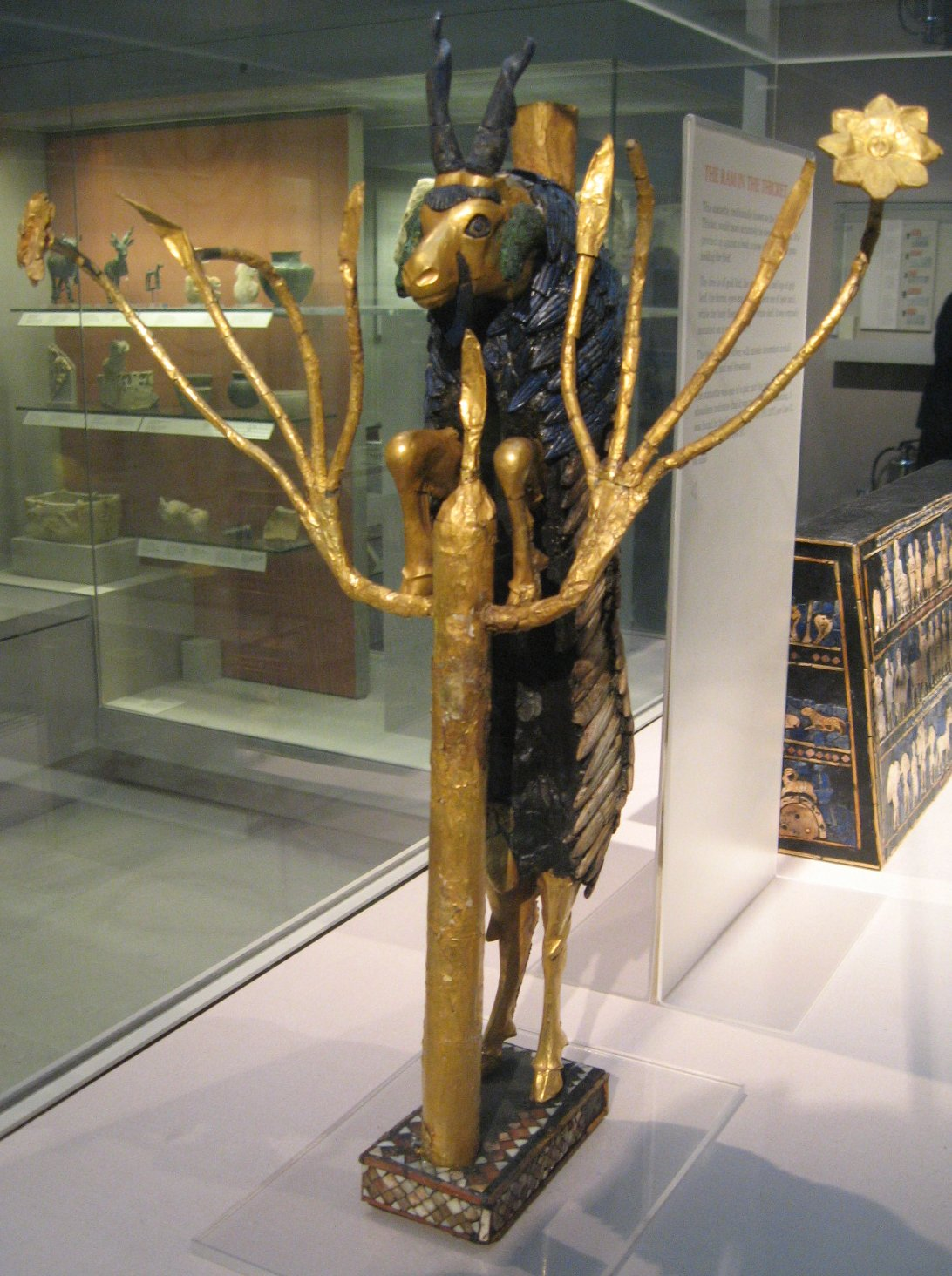
Estatueta d'un íbex alimentant-se de les fulles d'un arbust, fusta, or i lapislàtzuli.
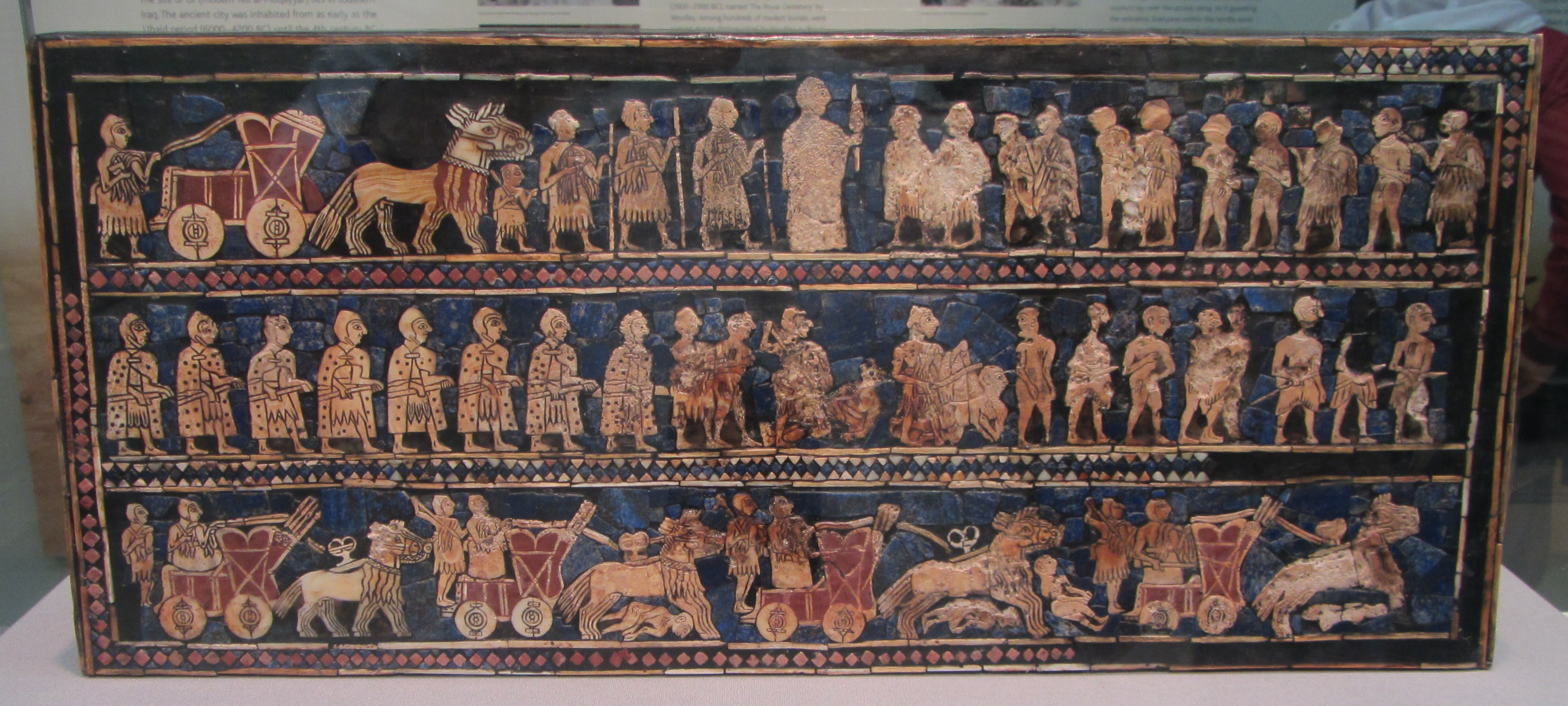
L'Estendard d'Ur, vist des del «cara de guerra».
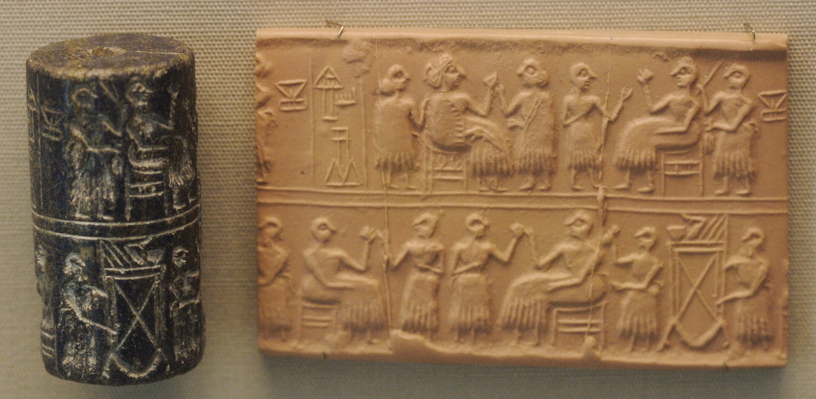
Segell cilíndric de lapislàtzuli de Puabi, amb la seva empremta que representa una escena de banquet.
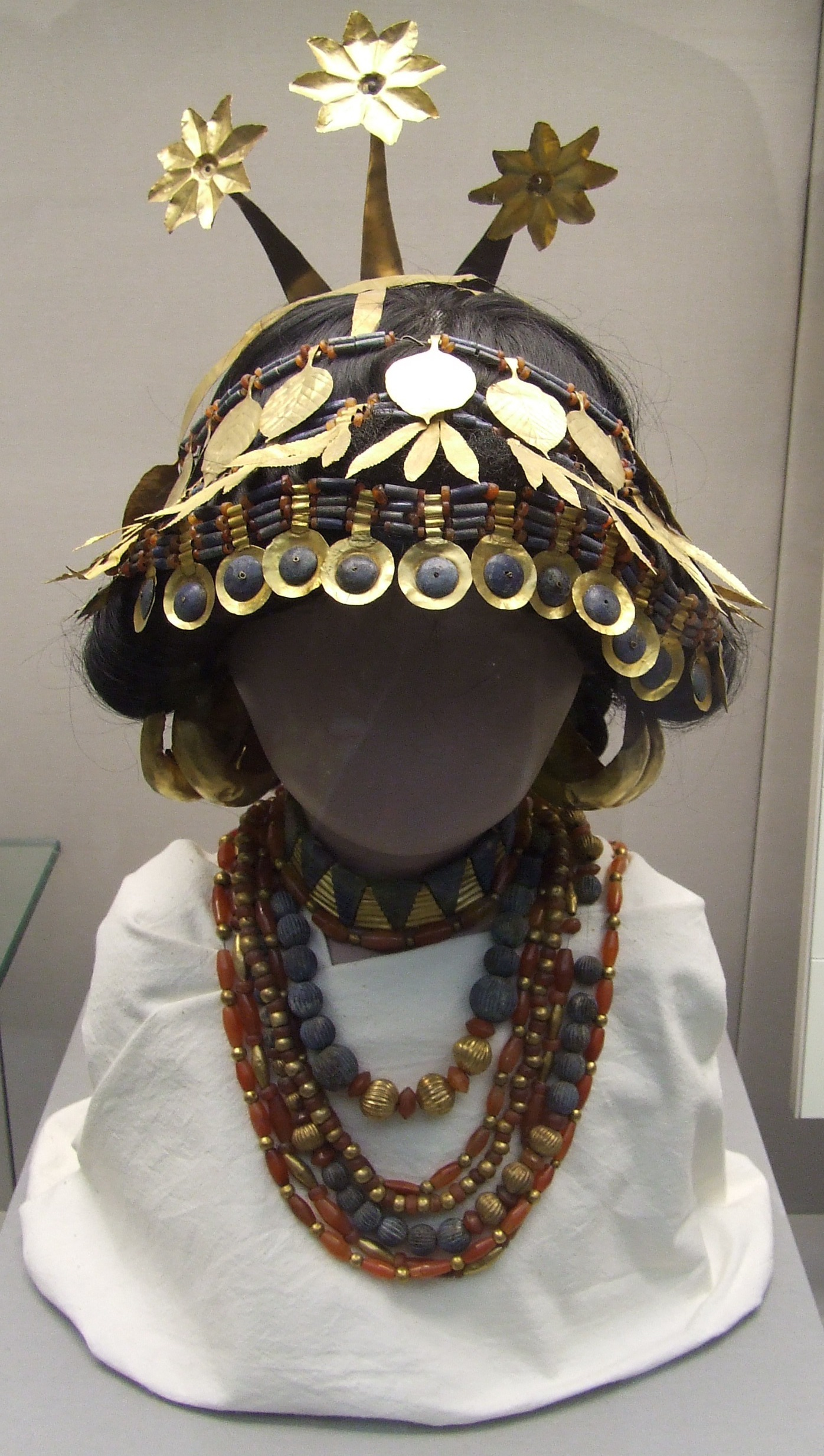
Joia Puabi: tiara en fulla d'or i pedres precioses, collarets en pedres precioses.
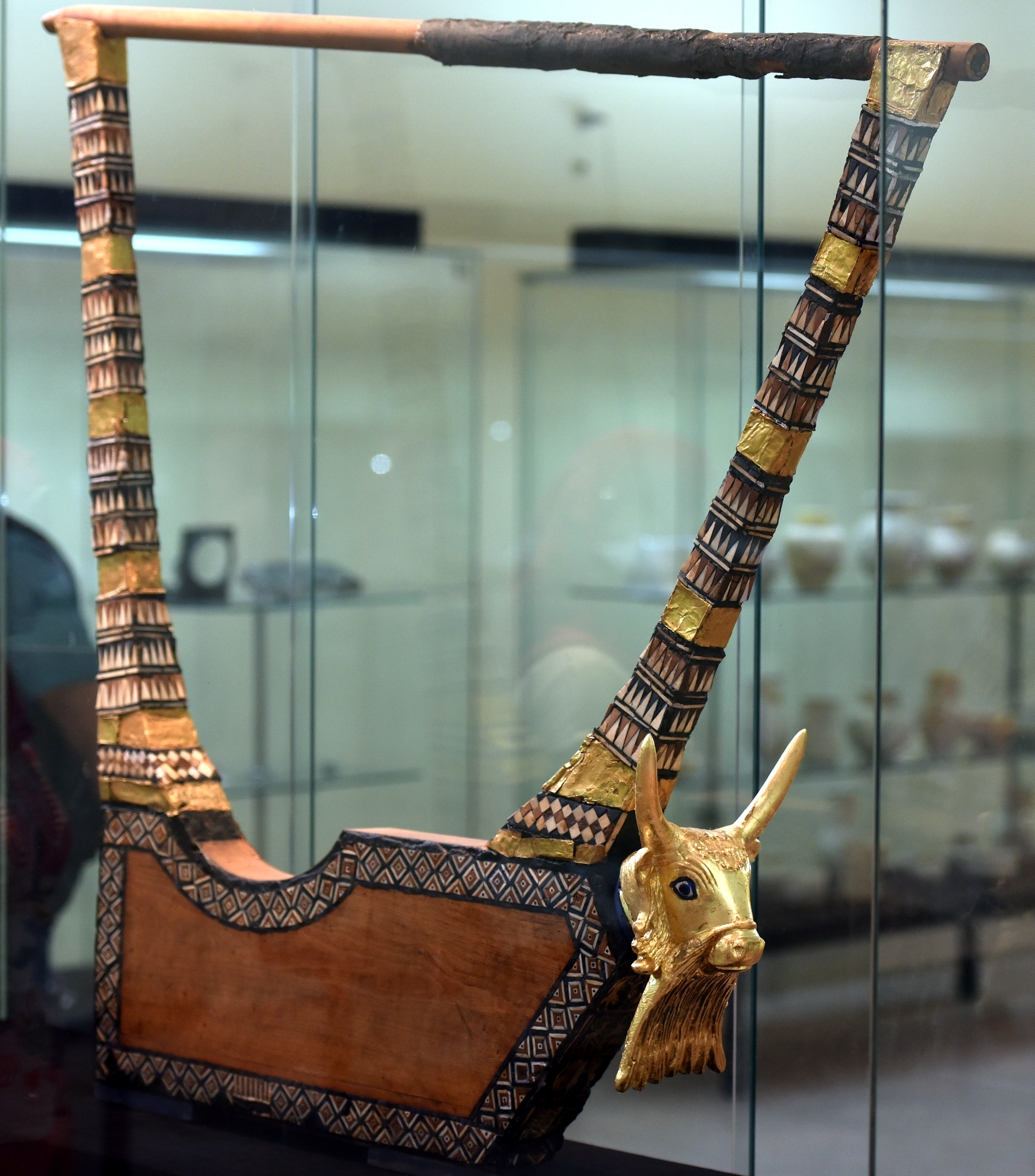
Lira de la Tomba de la Reina. Museu Nacional de l'Iraq.
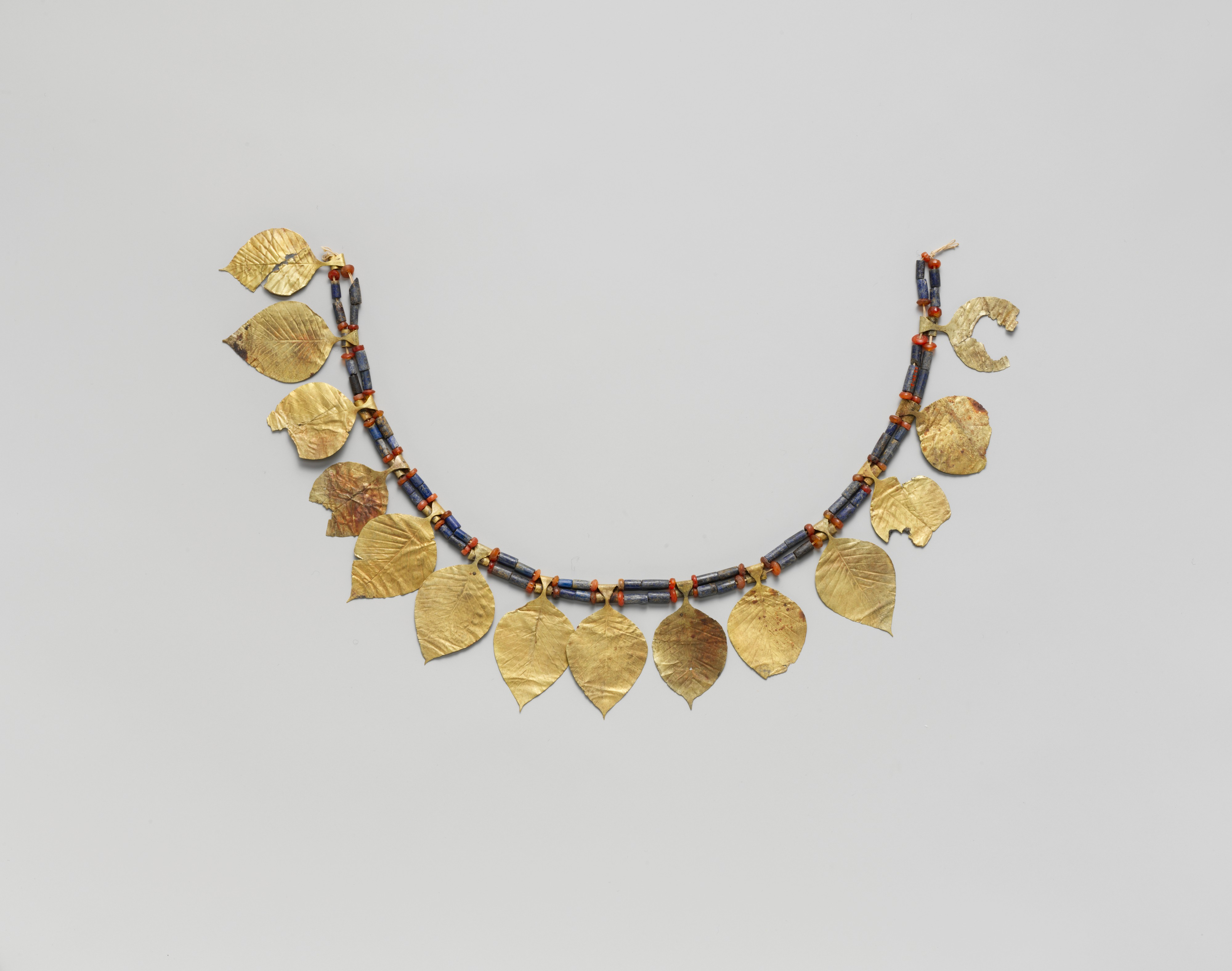
Tocat amb pa d'or, «tomba del rei».
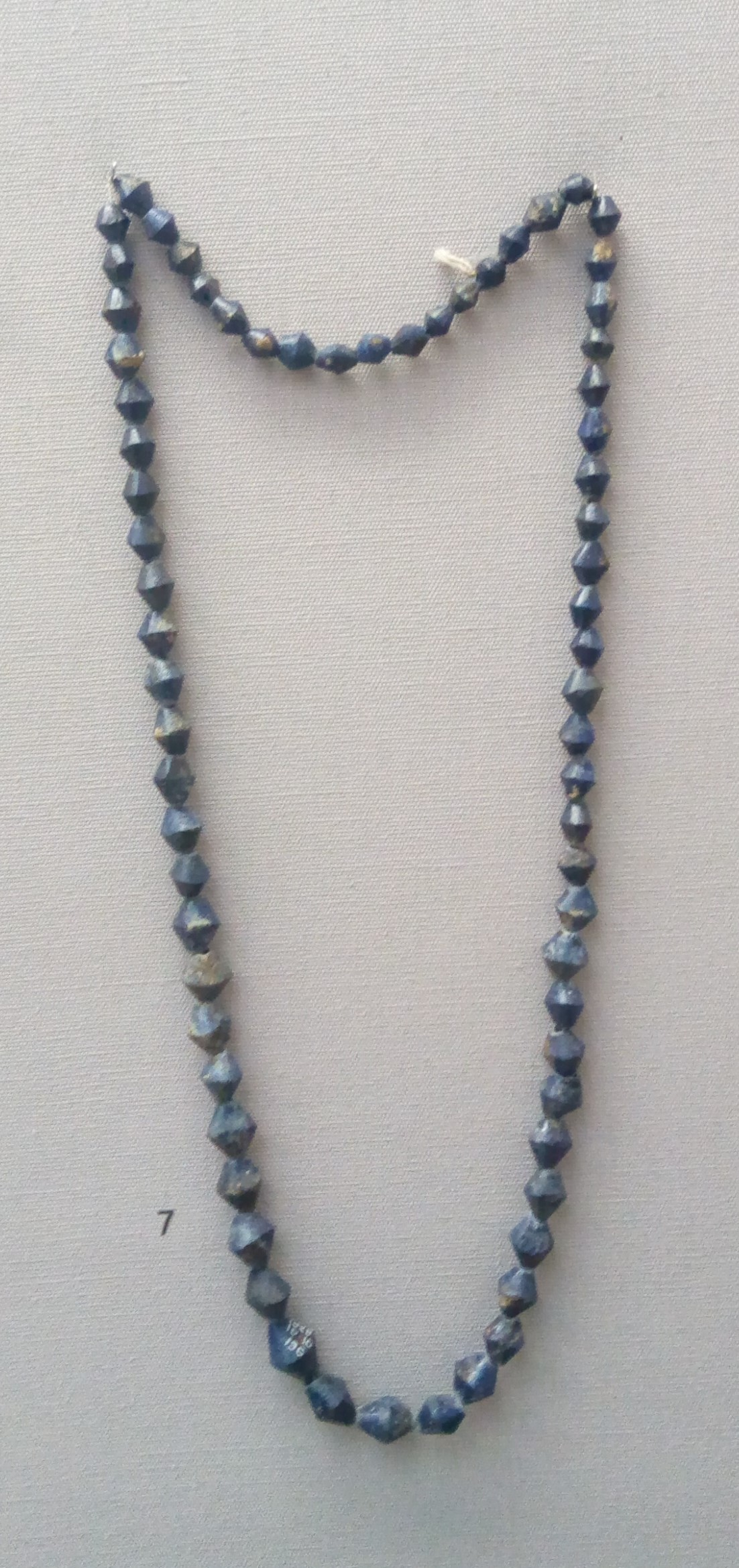
Collaret de perles de lapislàtzuli, «tomba del rei».
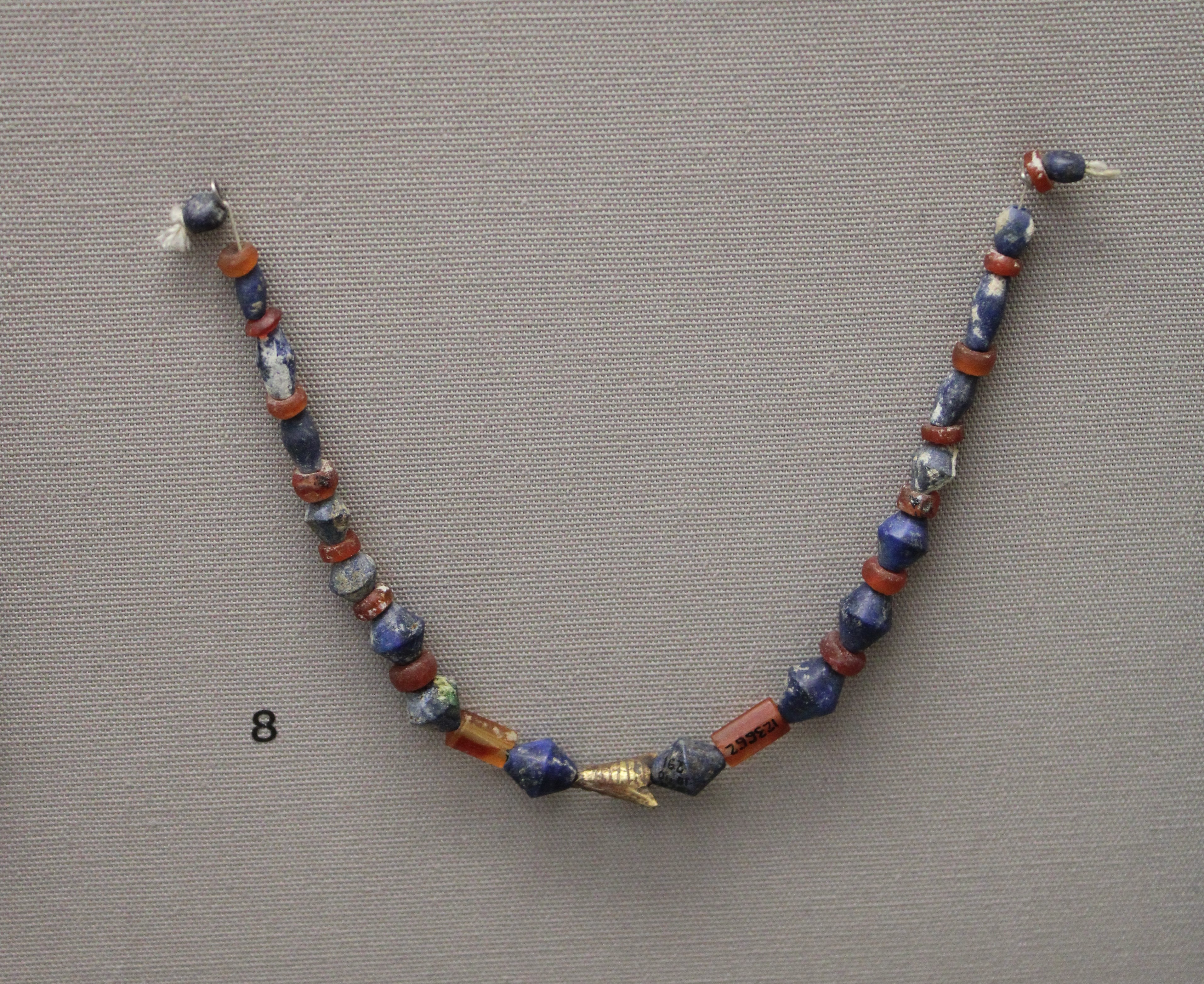
Collaret de perles de cornalina i lapislàtzuli, amulet d'or en forma de mosca.
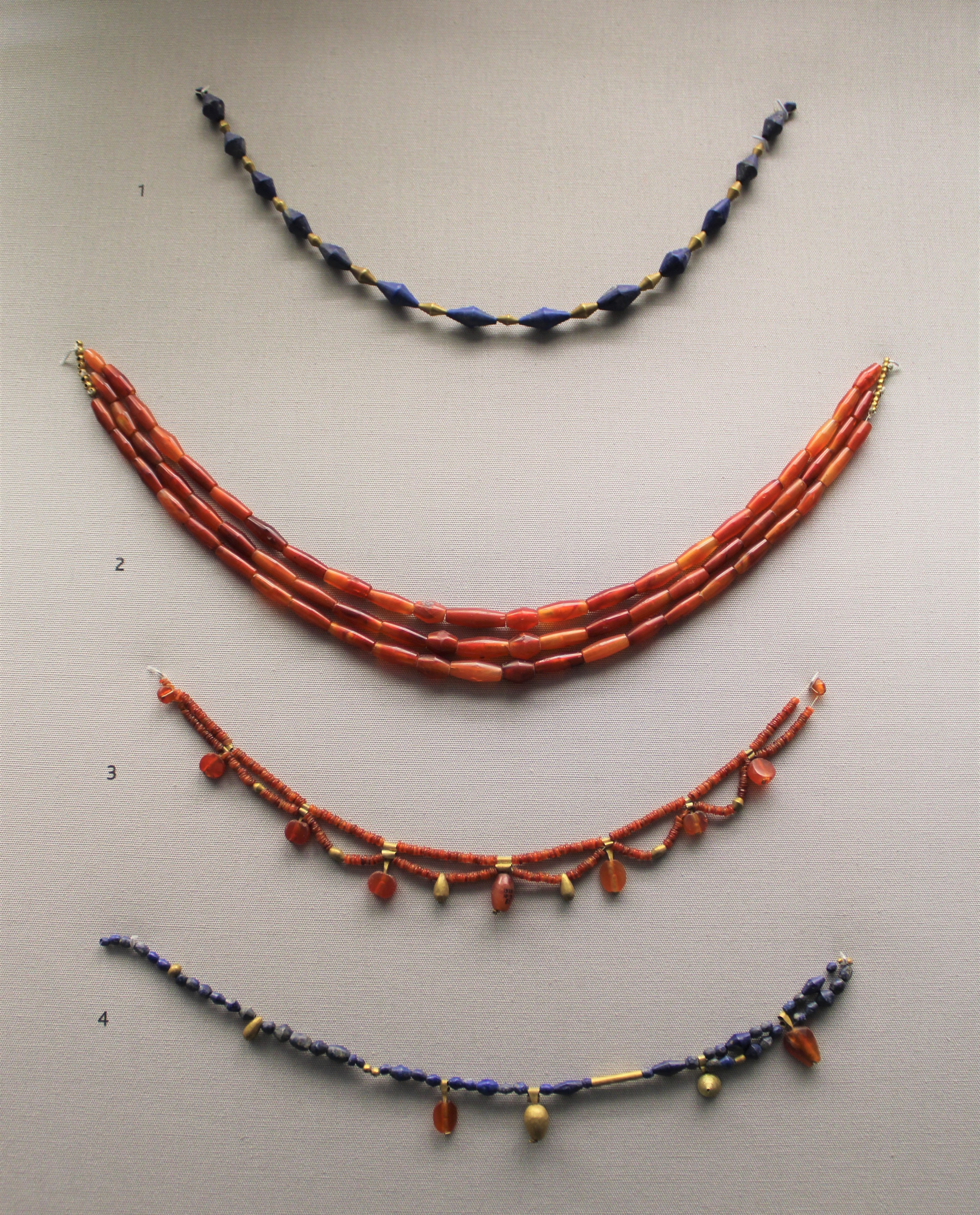
Joieria d'or, carnelita i lapislàtzuli, de la tomba PG 580.
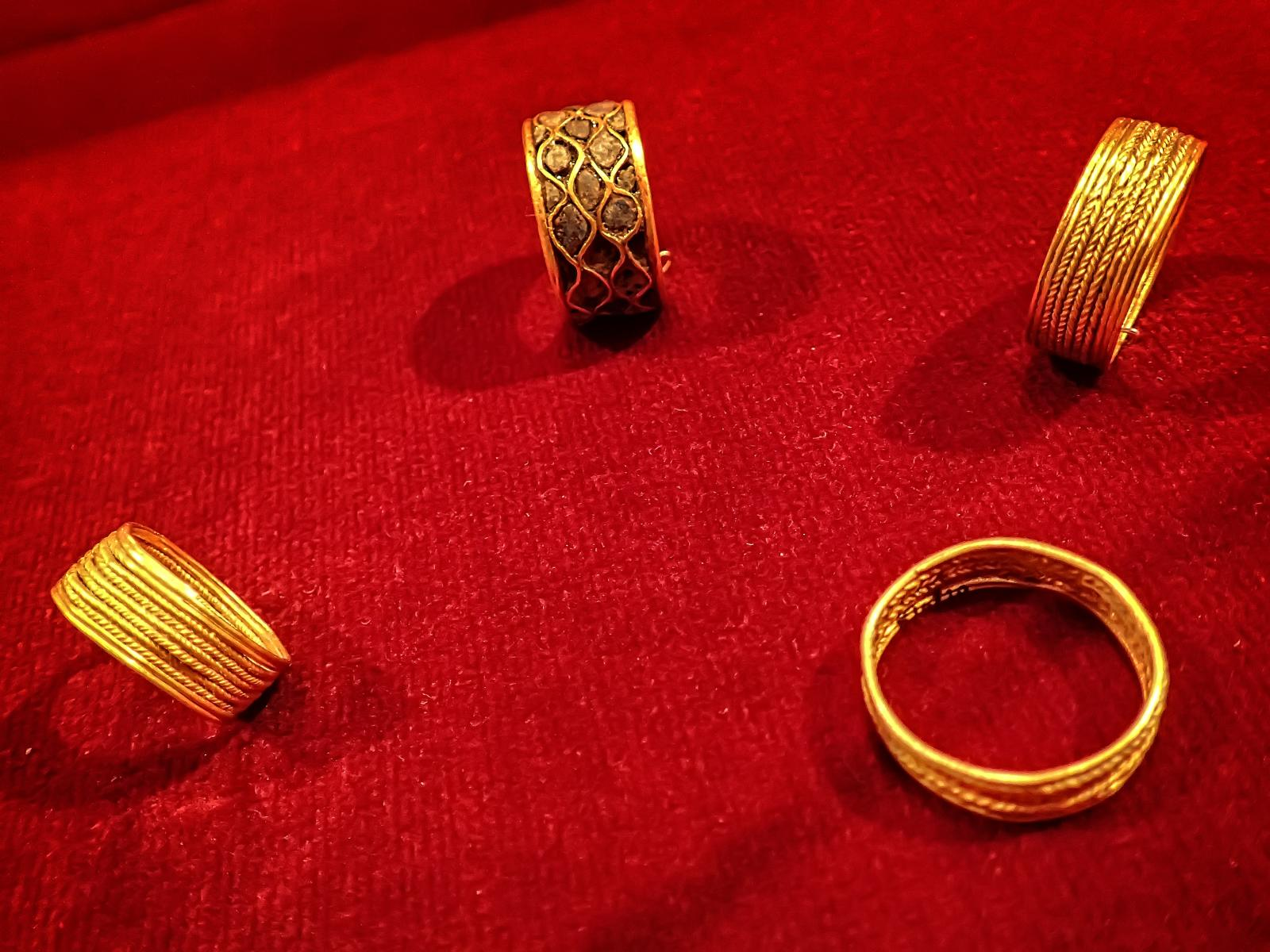
Anells d'or. Museu Penn.
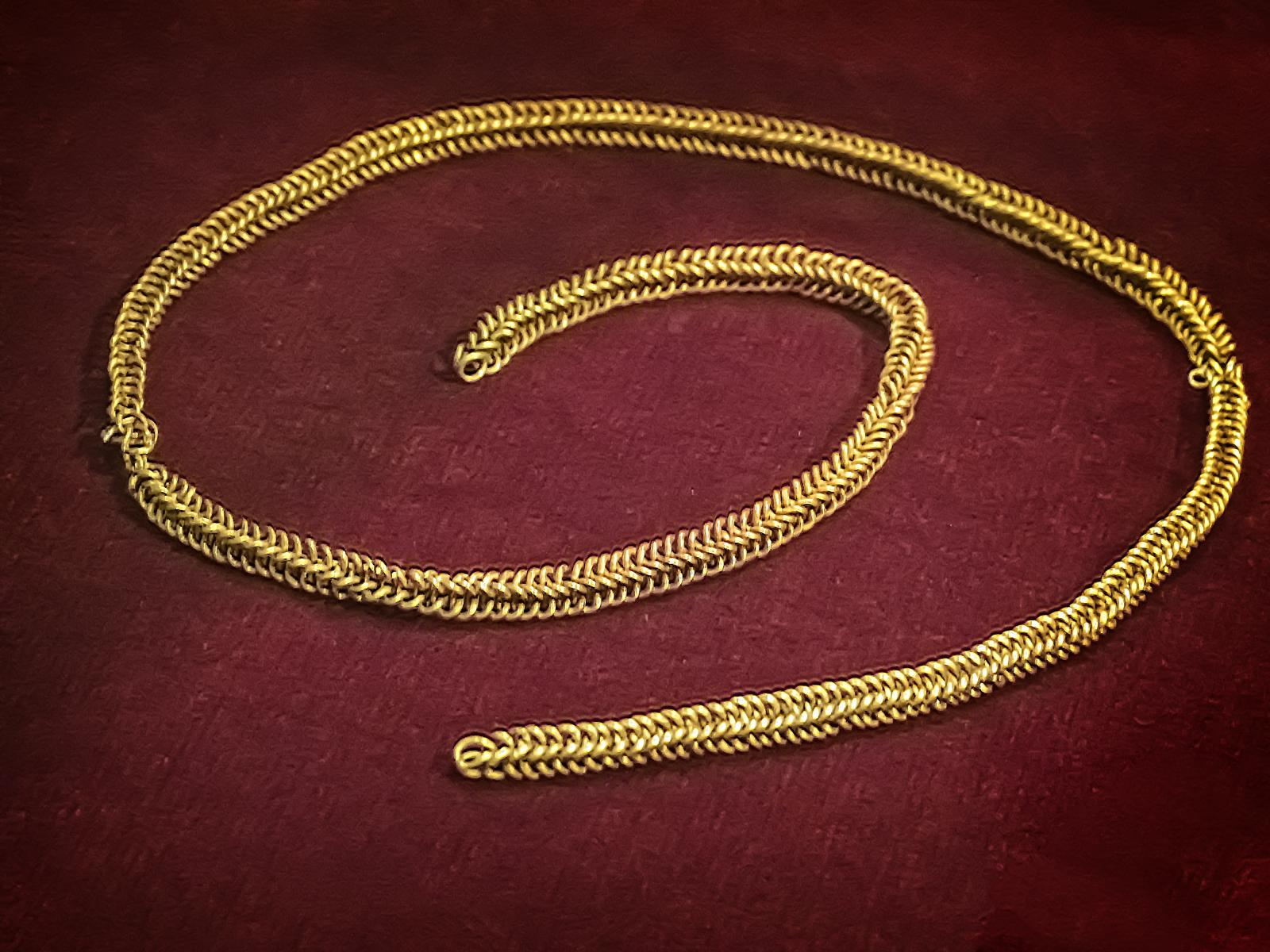
Cadena d'or. Museu Penn.
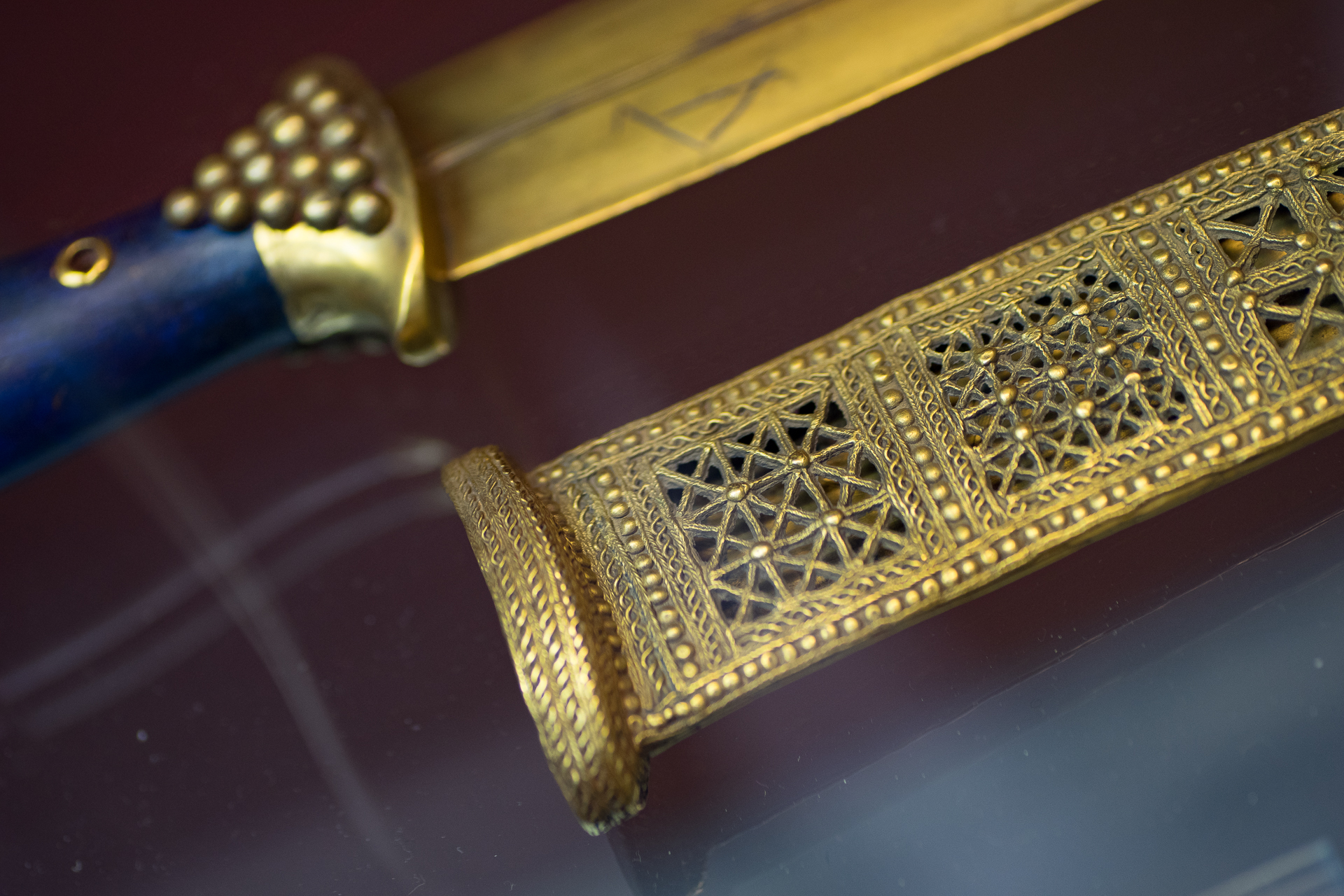
Daga i beina d'or, tomba PG 580.
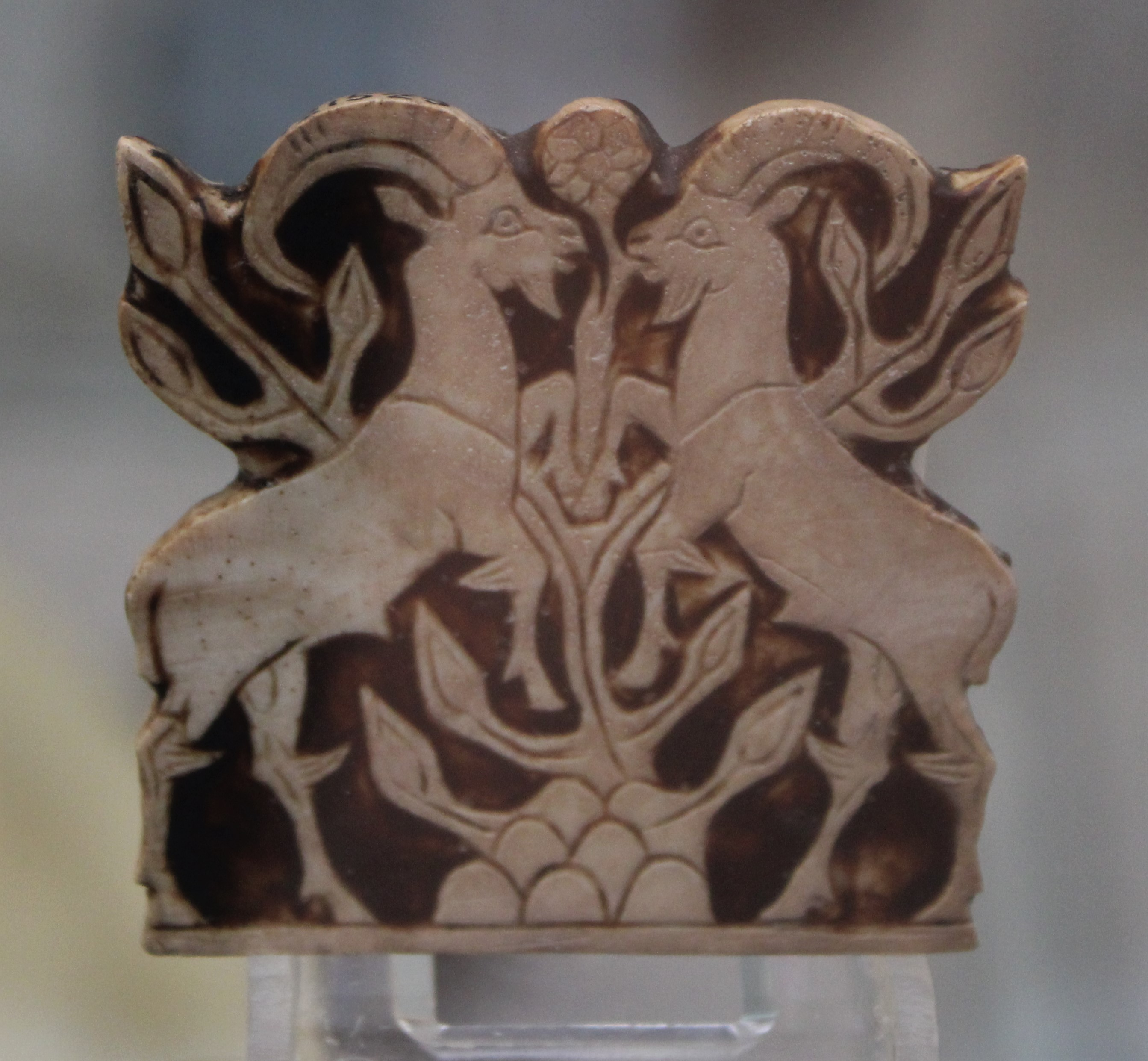
Placa d'incrustació de nacre gravada, que representa dos cabraços dempeus sobre les potes posteriors al voltant d'un arbust.

La interpretació del conjunt de les «tombes reials» planteja diversos problemes. Alguns dels objectes descoberts en les tombes han permès identificar els difunts d'algunes de les tombes més riques, han estat identificats com els «reis» Meskalamdug i Akalamdug i la «dama» o «reina» (nin) Puabi, identificats per Woolley com a membres d'una família reial. No obstant això, el seu títol no és cert, i també podria tractar-se de grans sacerdots i grans sacerdotesses del déu Nanna, com és conegut per als períodes següents. Les pràctiques funeràries espectaculars també han donat lloc a diverses teories. Òbviament reflecteixen creences religioses específiques. El sacrifici planificat dels criats després de la mort del seu amo tindria com a objectiu garantir a aquest últim una cort que els acompanyés en el més enllà. Aquestes morts acompanyades estan testimoniades per a altres civilitzacions i simbolitzen una submissió extrema a un líder, tret que siguin sacrificis practicats en el marc del culte al déu de la Lluna. L'anàlisi del material funerari és un altre tema de debat: la seva riquesa i qualitat il·lustren les capacitats dels artesans sumeris i els mitjans posats a disposició de les elits, en particular una certa inserció en xarxes d'intercanvi internacional. Poden ser vists com uns regals als mestres del món dels morts que donen la benvinguda al difunt, o com a objectes per servir-los en el més enllà.

### Dinastia arcaica tardana i període Acadi
La història de la ciutat d'Ur a DA III (2600 aC–2340 aC) és amb prou feines més coneguda que la d'èpoques anteriors. Diverses inscripcions dels reis d'Uruk indiquen que també van governar Ur, les dues grans ciutats sumèries aparentment havien constituït una única entitat política dominada per una única dinastia que portava el títol de reis d'Uruk i d'Ur. El governant En-Xakanxa-Ana d'Uruk, que sembla dominar el sud de Mesopotàmia després de la seva victòria sobre el rei Enbi-Ixtar de Kix, es presenta així com el fill del rei Elili d'Ur. Els seus successors Lugal-kinixe-dudu i Lugalzagesi afirmaven exercir la reialesa sobre Ur. Va prendre el títol de rei d'Uruk i va dominar tota la Baixa Mesopotàmia durant un breu temps, abans de ser derrotat per Sargon d'Accad cap al 2340 aC.

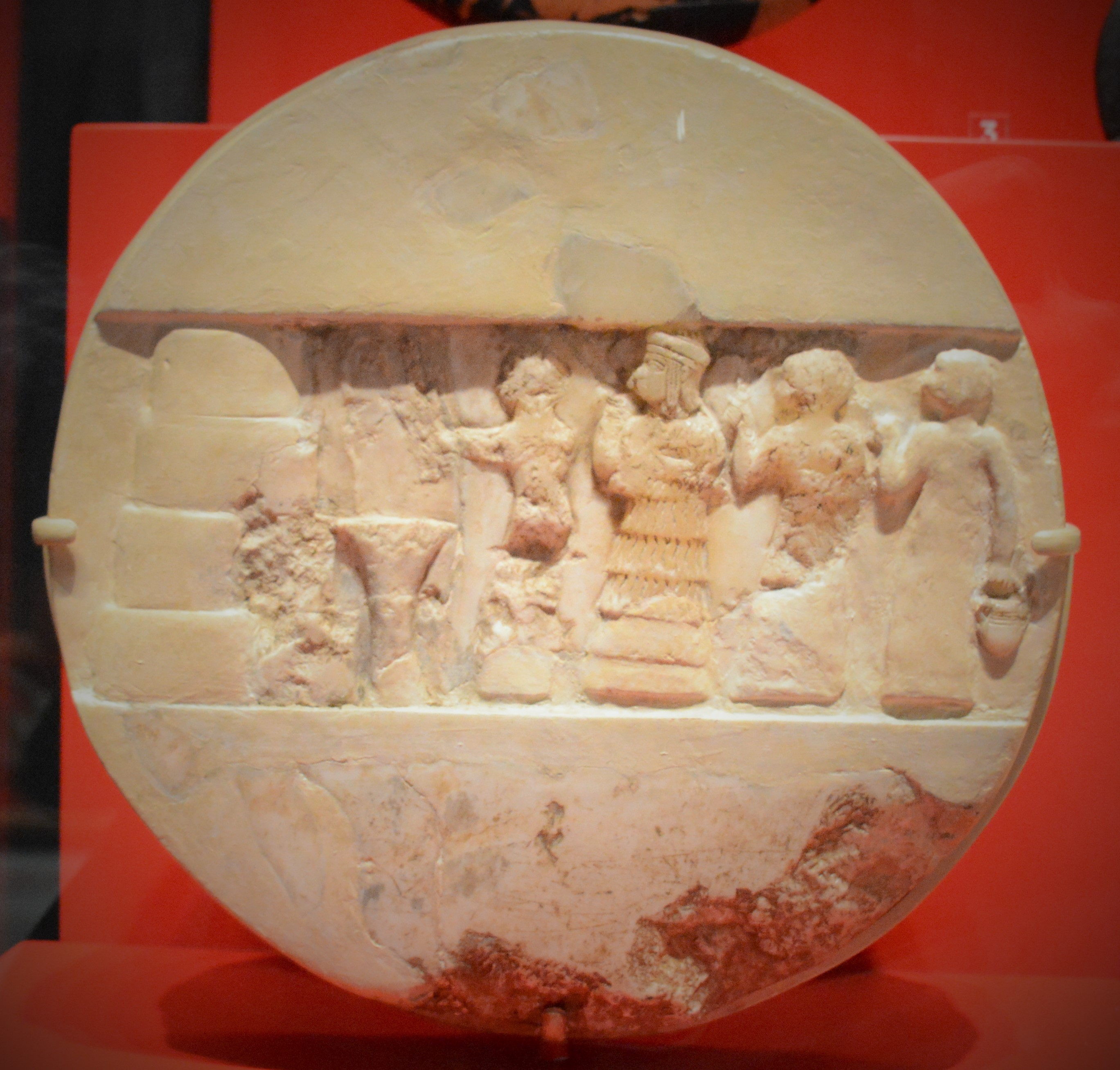
El «disc d'Enheduanna». Escena ritual amb la princesa representada al centre, en segona posició des de l'esquerra. Trobat a Giparu d'Ur. Museu d'Arqueologia i Antropologia de la Universitat de Pennsilvània.

Al mateix jaciment, el període Accad només es coneix per enterraments i algunes inscripcions. Sabem que Sargon va col·locar la seva filla Enheduanna com a gran sacerdotessa del santuari del déu de la lluna Nanna, inaugurant una tradició continuada pel seu net Naram-Sin, que al seu torn va fer de la seva filla Enmenanna la gran sacerdotessa d'aquest temple. Enheduanna ha passat a la posteritat per la redacció de diversos himnes que li han estat atribuïts per la tradició literària mesopotàmica posterior. Es va trobar un disc d'alabastre que la representava a Giparu, on probablement residia com a gran sacerdotessa del déu Nanna. L'establiment de les princeses d'Accad com a sacerdotesses tenia sens dubte un objectiu polític, servint de senyal per afegir la ciutat al domini dels reis d'Accad. Però això no va ser suficient, ja que Ur va revoltar-se diverses vegades: la primera amb un dels seus líders, un tal Kaku d'Ur, que es va oposar a Rimuix, fill de Sargon, poc després de la seva pujada al tron i la segona amb la participació d'Ur en una gran rebel·lió que es va oposar a Naram-Sin.

## Els temps de màxima esplendor d'Ur: tercera dinastia i període paleobabilònic
La documentació arqueològica i epigràfica recollida al jaciment d'Ur documenta principalment un període de més de tres segles des del 2112 aC fins al 1740 aC. Inclou dues èpoques que es poden veure com a èpoques de gran prosperitat per a la ciutat i la seva regió, separades per una fase de destrucció: la primera és la de la tercera dinastia d'Ur (o Ur III, ca. 2112 aC–2004 aC), durant la qual Ur es va convertir en la capital d'un gran imperi els governants del qual van fer moltes construccions; el segon és el període conegut com «Isin Larsa» (primera part del llarg període anomenat «paleobabilònic», ca. 2004 aC–1595aC), que porta el nom dels dos regnes que aleshores van exercir la seva hegemonia sobre la Baixa Mesopotàmia (ca. 2000 aC–1763 aC), durant la qual Ur ja no va ser la capital d'un regne sinó que va continuar sent una ciutat important en l'àmbit religiós i econòmic i és objecte de molta atenció per part dels sobirans que la dominaren. La documentació sobre Ur d'aquesta època es refereix principalment al seu gran santuari, els principals monuments del qual s'han descobert. Els milers de tauletes cuneïformes descobertes dels períodes Ur III i paleobabilònic, que provenen sobretot de residències datades del segon, donen llum a certs aspectes de la societat i l'economia de la ciutat i la seva regió.

### Història

#### Tercera dinastia d'Ur

L'extensió aproximada de l'imperi de la tercera dinastia d'Ur sota el regnat de Xulgi, i la seva organització centre/perifèria.

Després de la caiguda de la dinastia accàdia, una part de la Baixa Mesopotàmia va ser aparentment governada per reis Gutis, abans que els governants locals prenguessin el relleu. Un d'ells, Urbaba de Lagaix, va convertir la seva filla En-anne-padda en la gran sacerdotessa de Nanna. Probablement, Ur va ser dominat per aquest rei, o governat durant un temps per un tal Lusaga conegut per una inscripció. No obstant això, aviat va passar sota el control d'Utukhegal d'Uruk, que hi va posar un governador, Ur-Nammu (possiblement el seu propi germ). Aquest l'enderroca i puja al tron d'Ur cap al 2112 aC. És considerat per la tradició mesopotàmica com el fundador de la tercera dinastia d'Ur (abreujat com a Ur III). Ell i Xulgi (2094 aC–2047 aC), el seu fill i successor, van fundar un poderós imperi que va dominar tota Mesopotàmia fins a finals del segle xxi aC. Aquest imperi es considera generalment com l'última entitat política sumèria (aquesta etapa es coneix com a «període neosumeri» o «renaixement sumeri» per a aquella època), tot i que potser ja no s'hi parlava la llengua sumèria. Ur esdevé, per tant, la capital d'un poderós regne, tot i que els reis d'Ur no semblen fer d'aquesta ciutat la seva residència principal i prefereixen Nippur o la veïna Puzrish-Dagan. No obstant això, van dur a terme grans millores a la que continua sent una de les principals ciutats del sud de Mesopotàmia, especialment al santuari del déu Nanna. Els treballs principals són realitzats per Ur-Nammu i probablement continuats per Xulgi.

#### La caiguda d'Ur

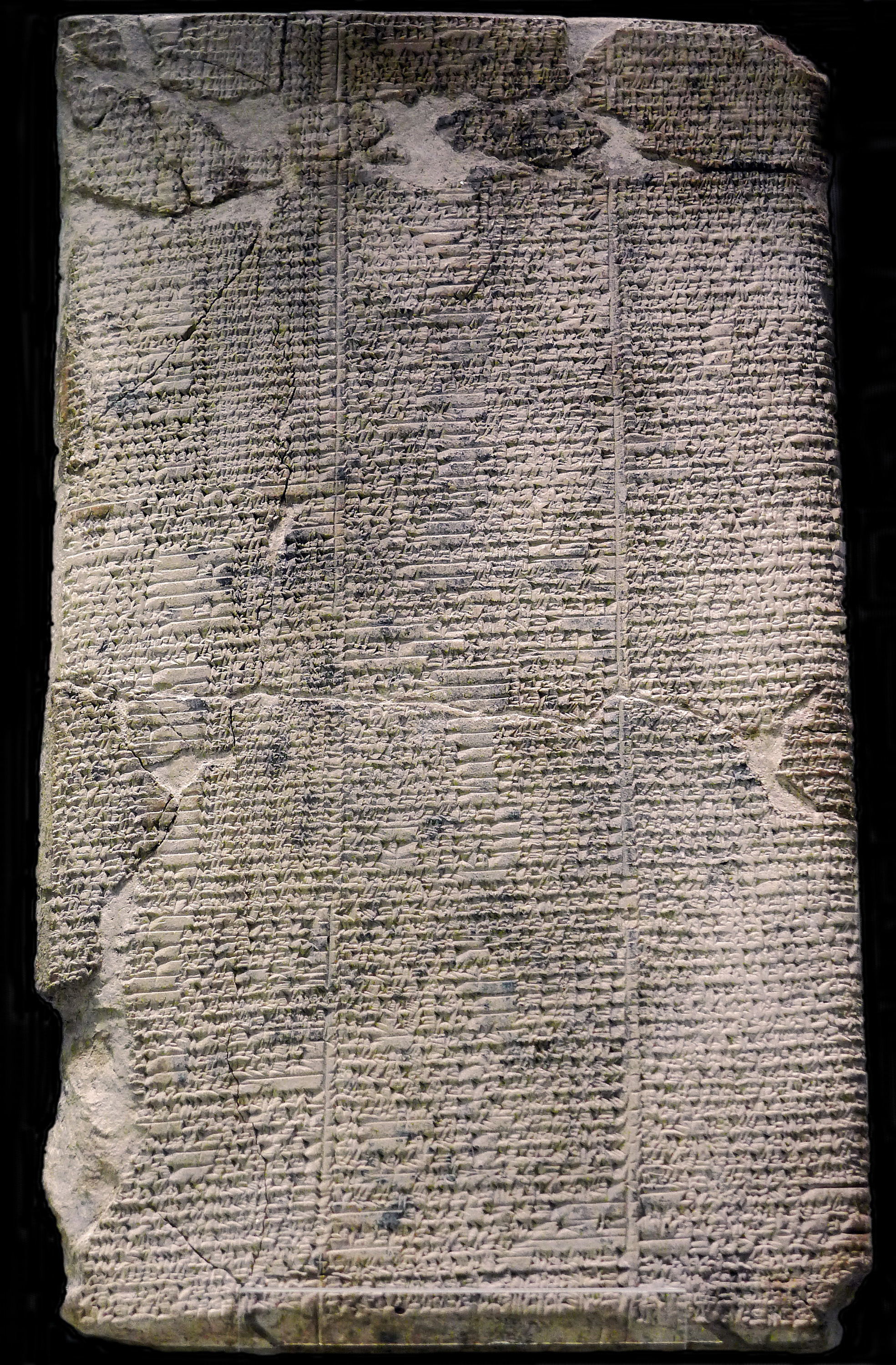
Tauleta amb el text de la Lamentació sobre la destrucció d'Ur, Museu del Louvre.

El regne d'Ur es debilita durant les últimes dècades del segle xxi aC. Sota el regnat del rei Ibbi-Sin (2028 aC–2004 aC), una gran part del regne es va perdre i les ciutats sumèries es van començar a fragmentar: Isin se separa d'Ur sota el lideratge d'Ixbi-Erra, el regnat del qual comença el 2017 aC. En aquest context difícil, marcat sobretot per les incursions dels nòmades amorrites, una coalició liderada per un rei elamita, Kindattu de Simaxki, va envair el país de Sumer i, l'any 2004 aC, s'apodera d'Ur. Ibbi-Sin és deposat i portat a Elam al mateix temps que l'estàtua de culte del déu Nanna. Woolley va identificar rastres de destrucció als principals monuments del santuari de Nanna que va atribuir a aquesta invasió. Tanmateix, els elamites van ser repel·lits poc després per Ixbi-Erra, que es va convertir llavors en el governant més poderós de la Baixa Mesopotàmia i va recuperar el control d'Ur.
Aquest esdeveniment dramàtic va marcar aparentment les consciències de la Baixa Mesopotàmia. El període de la caiguda de la tercera dinastia d'Ur és el tema de cinc textos anomenats pels estudiosos moderns «lamentacions» i entre els quals hi ha una Lamentació sobre la destrucció d'Ur i una Lamentació sobre la destrucció de Sumer i Ur. Aquestes històries descriuen les desgràcies que va patir aquesta ciutat durant aquests temps difícils; la destrucció és presentada com un retorn a l'estat primitiu, on abans hi havia una civilització brillant. Aquests textos, tanmateix, són molt vagues sobre els esdeveniments i cerquen més aviat explicar-ne la causa mitjançant intervencions divines. Es tracta de fet de textos produïts diverses dècades després dels fets per iniciativa dels governants d'Isin. Aquests últims pretenen justificar la caiguda dels reis d'Ur per la pèrdua del suport diví que tenien anteriorment i així volen legitimar la seva pròpia dominació sobre Sumer.

#### L'època dels reis amorreus

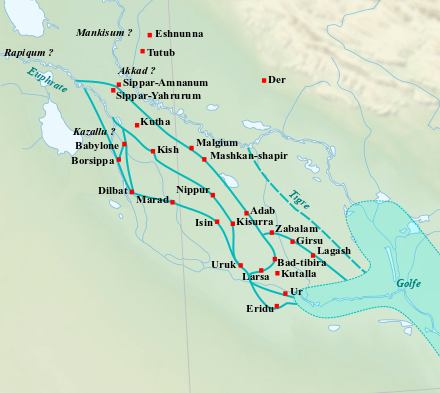
Situació d'Ur a la Baixa Mesopotàmia a principis del II mil·lenni aC.

Després de la caiguda de la III Dinastia per l'atac dels elamites, Mesopotàmia es va dividir en diversos regnes, dominats per dinasties d'origen amorrita. Durant aquest període, és segur que els parlants de la llengua sumèria van desaparèixer (si encara no era així): Ur esdevé així una ciutat de parla accàdia, encara que el sumeri continua sent comprès i utilitzat pel clergat. No obstant això, la ciutat va perdre la seva independència política i passa a dependre del regne d'Isin, el governant del qual Shu-ilishu (1984 aC–1975 aC) organitza el retorn de l'estàtua de Nanna a Ur des d'Elam. Aquests reis van reprendre l'hàbit de nomenar una de les seves princeses Gran Sacerdotessa de Nanna. És el cas d'Enannatumma, filla d'Ishme-Dagan sota el regnat de la qual la restauració del santuari de Nanna va ser molt activa. Al voltant de 1925 aC, Ur va passar a ser dominada pel rei Gungunum de Larsa. Gungunum no en transforma administració, i manté Enannatumma i la resta de personal a càrrec seu. La ciutat va ser presa durant un temps pels Bur-Sin d'Isin a principis del segle xix aC, però ràpidament va tornar al control de Larsa. Els nous mestres de la ciutat no la van descuidar, ja que al seu torn van restaurar el seu gran santuari i hi van fer algunes millores. La regió d'Ur experimenta estabilitat sota el domini de la nova dinastia de Larsa fundada per Kudur-Mabuk. Els seus fills, Warad-Sin i Rim-Sin I, el van succeir i la seva filla Enanedu es va convertir en gran sacerdotessa de Nanna. Aquests reis visiten la ciutat en diverses ocasions i en visiten el gran temple, com indiquen diversos himnes. Executen nombroses obres, en particular la reorganització del recinte del temple de Nanna, i la restauració o la construcció de diversos temples.
El 1763, Ur va passar sota el control del rei Hammurabi de Babilònia (1792 aC–1750 aC) quan es va apoderar del regne de Larsa. Ur entra llavors en un període de declivi ràpid. A l'inici del regnat del seu successor Samsuiluna (1749 aC–1712 aC), les ciutats del sud de Mesopotàmia es van revoltar contra el poder babilònic sota el lideratge d'un personatge que va prendre el nom de Rim-Sin II. Però els rebels són derrotats, Ur és presa i Samsuiluna declara haver destruït la muralla. Els arxius paleobabilònics s'aturen durant l'onzè any del seu regnat, que és sens dubte la data de l'incendi que va destruir diversos arxius de la ciutat. Aparentment, la ciutat està abandonada a partir d'aleshores, com diverses poblacions veïnes (Uruk i Larsa) i els seus habitants probablement van emigrar al nord, igual que els d'Uruk que es troben més tard a Kix. Les excavacions del 2017 aC van comprovar que la ciutat està deserta en aquest moment i les cases són saquejades. Un text del dotzè any del regnat de Samsuiluna, després d'aquest abandonament, mostra la reorganització de la guàrdia del temple de Ningal, sens dubte per enfrontar-se als saquejadors.
Els rastres d'ocupació dels jaciments de la regió són molt limitats durant els dos segles i mig següents (o, potser, un segle i mig segons altres cronologies), encara que recentment s'hagi descobert un jaciment a Tell Khaiber (a 20 km d'Ur), centre administratiu dependent de la primera dinastia del País del Mar, entitat política encara poc coneguda i que va prendre el control de la regió.

### Plànol i ampliació de la ciutat

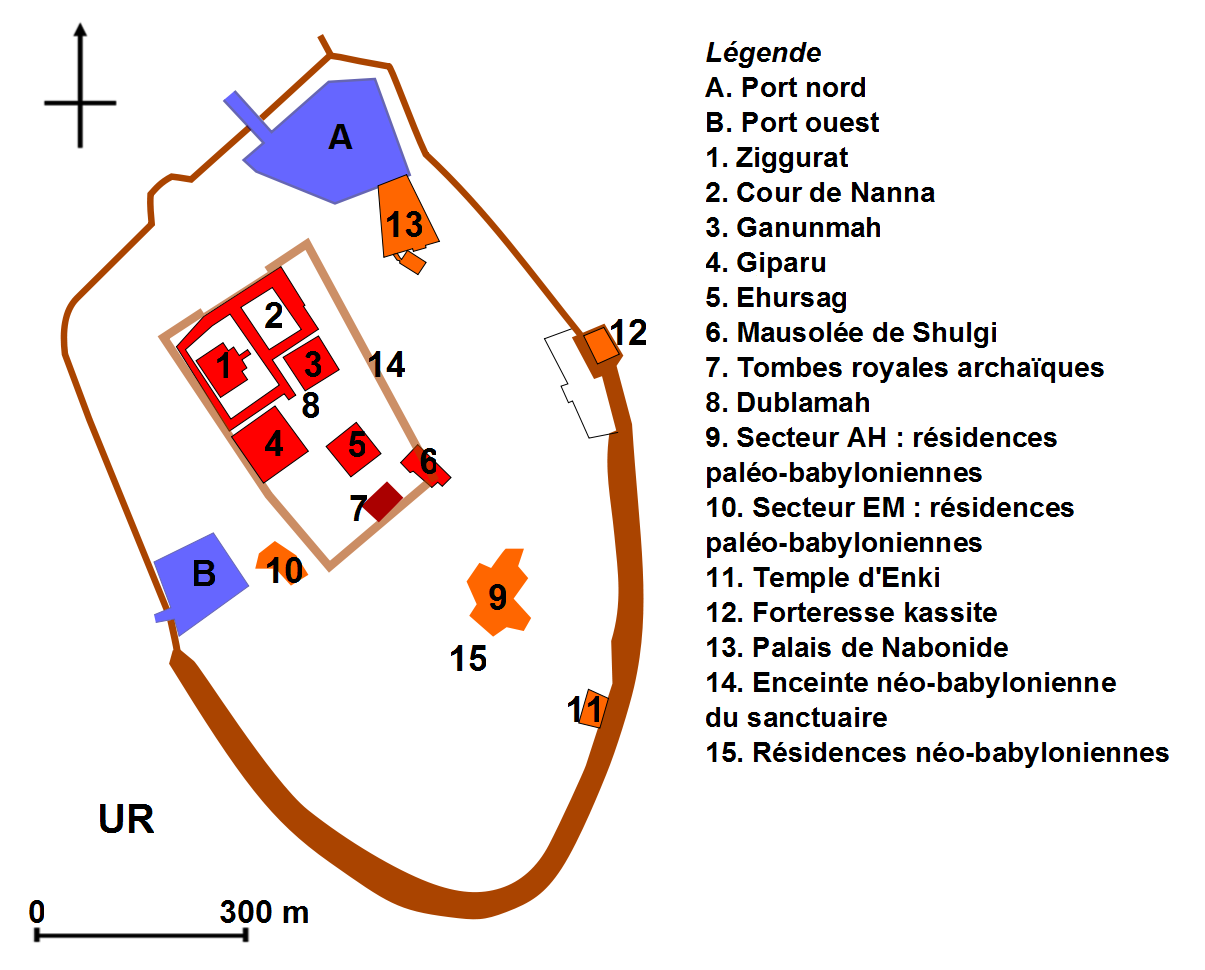
Plànol simplificat d'Ur segons la reconstrucció de Woolley. Els edificis que es mostren al barri sagrat, en vermell, corresponen als períodes d'Ur III i Isin-Larsa.

El centre de la ciutat d'Ur ocupava en aquest moment una superfície d'unes seixanta hectàrees i mesurava aproximadament 1.300 m de nord a sud i 900 m d'est a oest, i formava un vast tel de forma ovalada. Sobre els contorns d'aquest tel Woolley va voler reconèixer la disposició del recinte construït per Ur-Nammu, que el commemora en diverses inscripcions. Encara que la seva intuïció fos correcta, gairebé no en queda res. Segons la seva reconstitució, es van incorporar edificis a les muralles, en particular els temples paleobabilònics d'Enki i Ningishzida, les restes dels quals s'han identificat, i la muralla era aleshores més ampla. Aquest recinte hauria estat vorejat per vies fluvials (excepte pel seu costat sud): un braç de l'Eufrates a l'oest i un canal artificial a l'est. També segons Woolley, estaven connectats a les dues depressions identificades com a ports antics: el «port nord» i la «port de l'oest».
En qualsevol cas, sabem pels textos que Ur era un port fluvial molt dinàmic, obert al golf Pèrsic. Els seus comerciants farien negocis exitosos a Dilmun (Bahrain) i Magan (Oman). Però sembla que el principal districte comercial (karūm) es troba fora del tel principal. En efecte, la ciutat no es limitava a l'interior del recinte, que segons les estimacions de Woolley només incloïa una sisena part de l'aglomeració. Estava envoltat d'espais urbanitzats que s'estenien per una superfície desconeguda, però identificada pels arqueòlegs. En particular, van netejar una botiga anomenada «tresor de Sin-iddinam» a més d'un quilòmetre de la ciutat. Investigacions recents a partir de fotografies aèries i imatges de satèl·lit, combinades amb estudis de terra, han estimat que la mida de l'espai ocupat podria haver cobert una superfície de fins a aproximadament 500 ha al voltant de la zona emmurallada, amb un mínim de 120 ha. Això implica que la densitat d'assentament a les zones perifèriques ha variat al llarg del temps. La ciutat d'Ur integra en determinats moments zones d'assentament ja identificades abans, però més aviat interpretades com a suburbis, per exemple Diqdiqqah situada al nord-est del sector sagrat. En tot cas és obvi que l'espai urbanitzat no tenia el mateix grau de densitat a tot arreu, perquè les ciutats mesopotàmiques incloïen jardins, horts i camps, fins i tot en els seus districtes intramurs. A més, diversos pobles petits (menys de 10 ha) estaven situats al llarg dels canals que conduïen a la ciutat. La població d'Ur durant el període d'Ur III i l'inici del d'Isin-Larsa va ser estimada en 250.000 habitants per Woolley. Aquesta estimació va ser reduïda per Wright a un rang de 17.000 a 27.000 habitants per a la ciutat i els pobles circumdants.

### Les construccions del barri sagrat
El districte oficial d'Ur ocupava un lloc central a la ciutat. Va gravitar al voltant del santuari del déu Nanna, Sin en accadi, la «casa de la gran llum» (sumeri: é-kiš-nu-gal), i la de la seva consort Ningal. Com s'ha dit anteriorment, aquest conjunt de monuments ja va ser important durant els segles anteriors, i les construccions posteriors li van donar continuïtat. Ur-Nammu i els seus successors en van modificar significativament la seva fesomia, establint una organització general que es va perdre posteriorment, malgrat els reordenaments. Els reis de l'època Isin-Larsa van emprendre diverses restauracions i incorporacions, i les diverses obres posteriors també van dur a terme diverses modificacions, fins a la fi de l'ocupació del jaciment, la qual cosa complica la reconstitució de l'antic estat d'aquest conjunt.
La importància del santuari en els períodes d'Ur III i Isin-Larsa no només es percep en l'àmbit arquitectònic, sinó també en nombrosos textos que el documenten, sobretot per al segon període. Sabem que diverses princeses es van convertir en grans sacerdotesses del déu Nanna, seguint la línia del que van fer els governants anteriors. El temple de Nanna, a més de ser un gran centre religiós, també va tenir un gran paper en l'àmbit cultural i intel·lectual. Els seus sacerdots erudits eren, sens dubte, els redactors de diversos himnes i altres textos religiosos en relació amb el déu de la lluna, textos que inclouen algunes peces de la literatura sumèria. Els temples de Nanna i Ningal també tenien grans finques i tallers agrícoles. Van dur a terme operacions comercials i van donar feina a molts empleats, així com a altres persones que hi treballaven ocasionalment. Com tots els grans santuaris de Mesopotàmia, representaven, per tant, una institució econòmica líder, un actor important de la societat. En conseqüència, estaven estretament controlats per un poder reial preocupat per disposar dels seus recursos alhora que n'eren principal benefactor.

#### El santuari del déu de la lluna
| La zigurat d'Ur: estat actual de les ruines, després de la restauració (esquerre) i intent de reconstrucció visual (dreta). |  | La zigurat d'Ur: estat actual de les ruines, després de la restauració (esquerre) i intent de reconstrucció visual (dreta). |
| La zigurat d'Ur: estat actual de les ruines, després de la restauració (esquerre) i intent de reconstrucció visual (dreta). |  | |

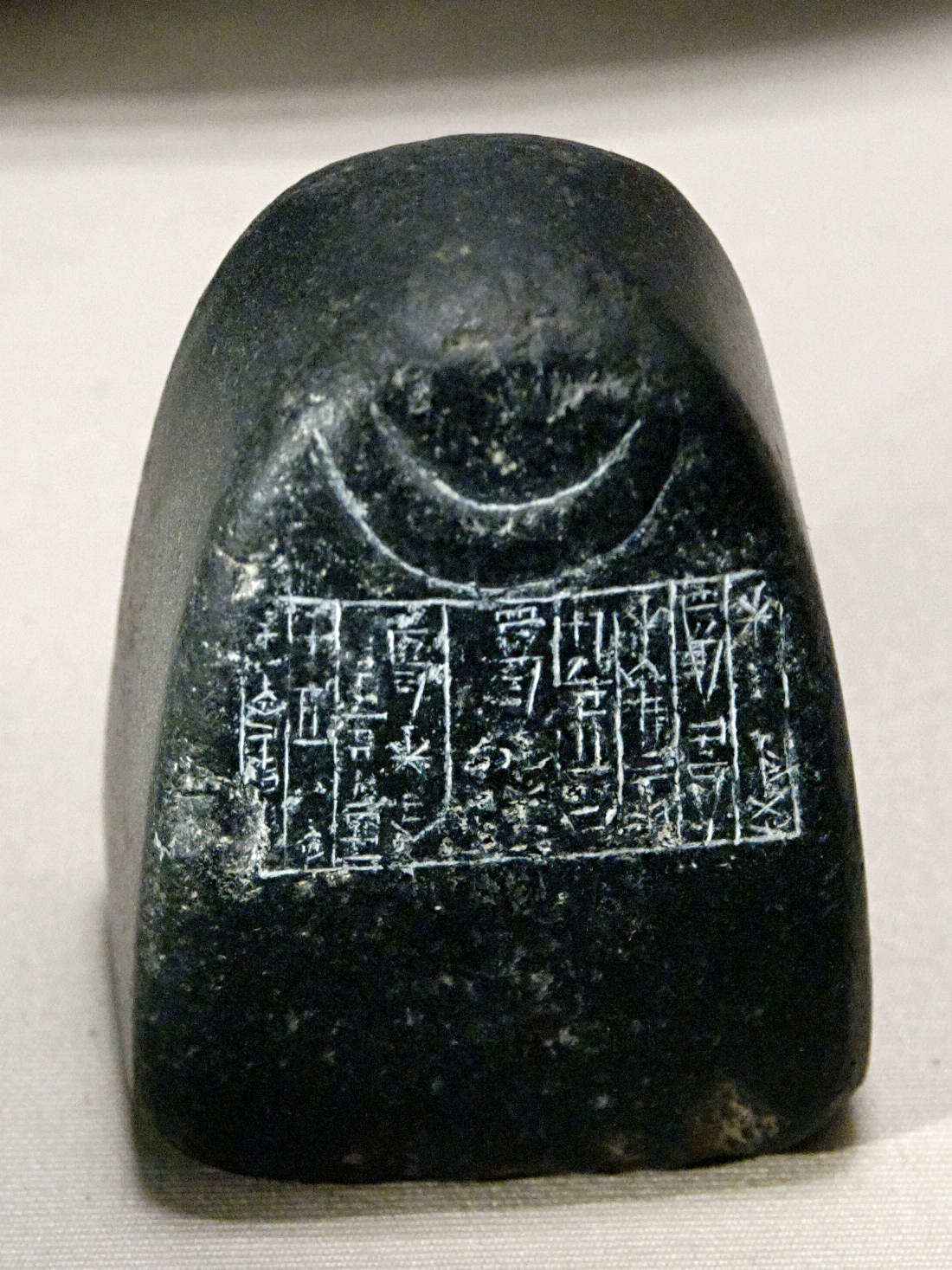
Pes de diorita dedicat pel rei Xulgi a Nanna, amb el símbol de la lluna creixent.

El principal conjunt monumental és el del déu de la lluna Nanna/Sin, que ocupava el nord del Tèmenos, en un recinte organitzat al voltant de dos patis construïts sobre una terrassa artificial. El més gran era el pati de ponent, el «pati del zigurat» segons la denominació dels excavadors, que mesurava 140 m. Aquí és on es trobaven les instal·lacions principals del Temple del Déu de la Lluna. El més espectacular va ser per descomptat el zigurat, que era anomeneat é-tenem-ni-gur («Casa de base imponent»), i més tard é-lugal-galga-sisa («Casa del rei que fer créixer el consell») a les inscripcions de Nabònides. És construït per Ur-Nammu al mateix temps que els grans zigurats d'altres ciutats sagrades sumèries (Èridu, Uruk, Nippur), comunament considerats com els primers edificis d'aquest tipus. Com aquest últim, el d'Ur succeiria a un antic temple construït sobre una terrassa, que després es va ampliar i aixecar, o bé anivellar. El zigurat d'Ur és el millor conservat del sud de Mesopotàmia. La seva base és un rectangle de 62,50 × 43 m. Està construït amb maons crus a l'interior i el revestiment exterior és de maons cuits més resistents. Petits túnels o canalons de desguàs (anomenats weeper holes, «forats ploraners», de Woolley) s'havia deixat al bloc de maons, sens dubte per assecar-lo o per compensar les variacions de volum dels maons en funció de la calor i la humitat, o bé per evacuar l'aigua. El primer pis s'eleva fins als 11 m i s'ha conservat, amb la base del segon, que mesura 36 m de llarg per 26 d'amplada, i s'hauria elevat al voltant dels 6 m. L'accés al primer pis es feia per una escala perpendicular a l'edifici, i per altres dues adossades a la façana, sostinguda per una petita terrassa frontal intermèdia situada només a la façana frontal de l'edifici, i reunida al primer pis en una construcció quadrada, anomenada «torre de la porta» (gate-tower) per Woolley. Aquest últim restaura aleshores un tercer pis a sobre del tercer, avui desaparegut, que portava un temple construït al cim, o més aviat una mena de capella. D'altra banda, H. Schmid, que va fer una relectura crítica de la reconstrucció de Woolley, creu que el temple es va aixecar directament a la segona terrassa, i que, per tant, era més gran del que suggereix l'arqueòleg britànic. Pel que fa a la càrrega de treball que suposa la construcció d'un edifici d'aquest tipus, M. Sauvage estima que només el primer pis estava format per aproximadament 7 milions de maons, que representen 95.000 jornades per a la instal·lació dels maons, i 50.000 jornades per a altres tasques (incloent-hi l'extracció de l'argila, la motllura i el transport de maons), és a dir, 95 i 50 dies respectivament si es mobilitzen 1.000 obrers, tot i que és probable que no poguessin estar disponibles durant tot l'any.

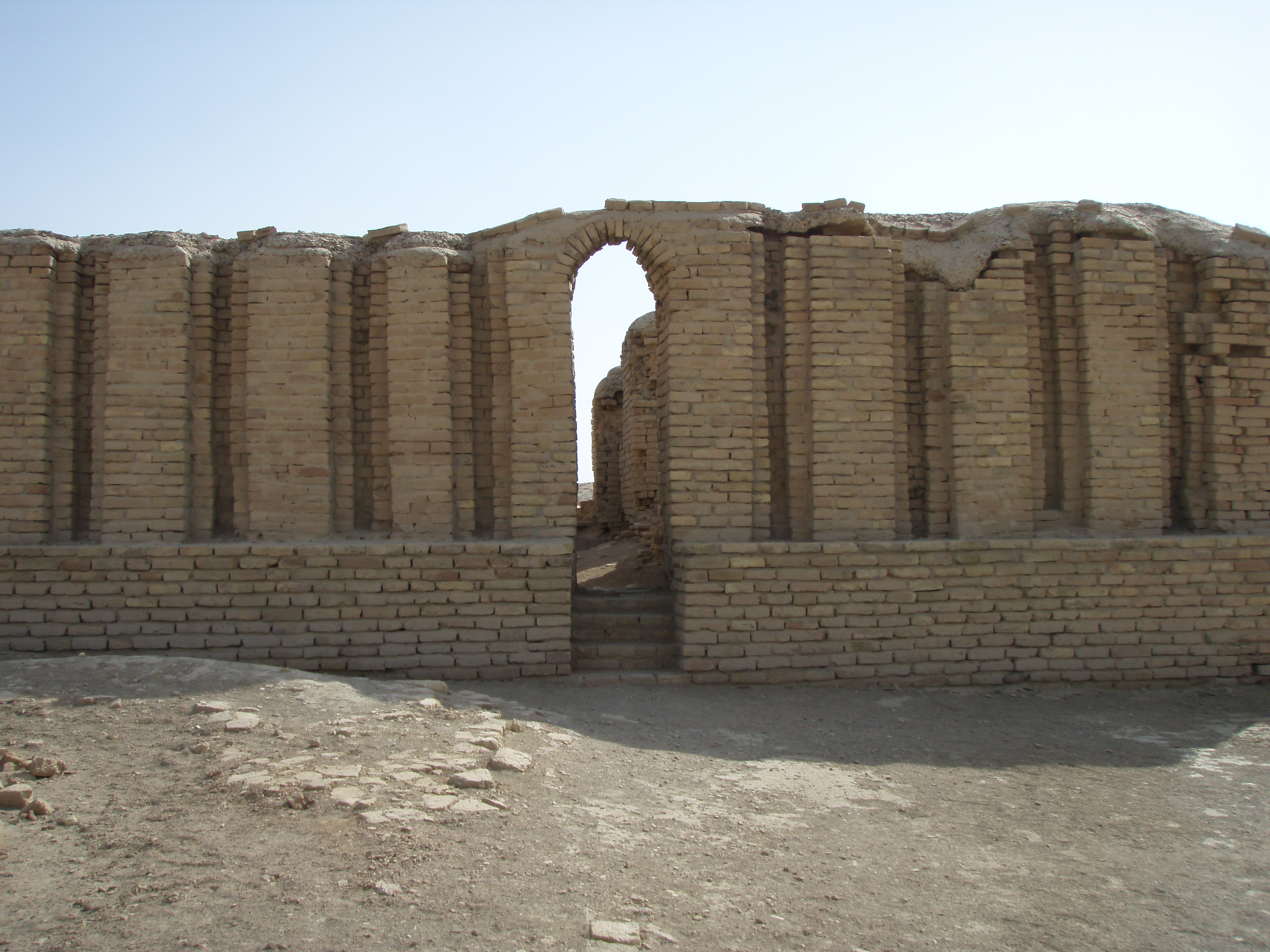
Ruïnes de Dublamah.

Encara que el zigurat sigui l'element més cridaner del santuari, no apareix en els textos de culte, potser perquè se n'ha esborrat el paper. S'ha proposat que el temple principal del déu no sigui el de dalt de l'edifici esglaonat, sinó dels edificis que hi havia als seus peus al pati. Diverses sales incorporades al recinte del seu costat nord-oest incloïen botigues i llocs per preparar ofrenes. Una cuina equipada amb estris de cuina (el «forn gran», gir4-mah, esmentat en una inscripció trobada al lloc) i una fàbrica de cervesa per a l'elaboració de begudes alcohòliques. La cel·la que albergava l'estàtua de la divinitat devia estar en una de les habitacions del pati, o bé a la part superior del zigurat. També devia haver-hi capelles dedicades a divinitats secundàries, que apareixen en textos religiosos. La cort occidental del zigurat era accessible per la cort oriental, però també a l'època d'Ur III pel seu costat sud-est on hi havia una porta monumental, l'E-dublamah (sumeri: é-dub-la-mah). Aquesta construcció va ser tancada i remodelada sota els reis amorreus. Va tenir funcions auxiliars que es van mantenir després de perdre el seu paper de porta: incloïa un lloc de culte, servia de jutjat i dipòsit d'arxius. En el moment del domini de Larsa, es va aixecar un edifici al nord-oest de la cort, anomenat per Woolley el «Bastió Warad-Sin» pel nom del rei que la va construir. La seva façana estava decorada amb mitges columnes i pilars. Contràriament a l'opinió de l'arqueòleg, no es tractaria d'una construcció defensiva, sinó d'una nova porta del complex.
L'altre gran pati pavimentat, situat a l'est, s'anomenava «la cort de Nanna» pels arqueòlegs. Mesura aproximadament 64 × 42 m i està envoltat com el seu veí per una doble paret que consta de diverses cambres allargades. Es va ampliar a l'època d'Isin-Larsa en detriment de la terrassa del zigurat. La seva funció és poc entesa; Woolley el va veure com un espai d'emmagatzematge, però pot haver tingut una funció de culte. Un últim edifici, el Ganunmah (en sumeri: ga-nun-mah), es trobava al sud-est del pati oriental. De forma quadrada, tenia una base de 57 m per costat i probablement s'utilitzava com a gran magatzem. A la zona sagrada es van trobar els fragments d'una notable estela tallada a banda i banda, que commemorava una reconstrucció del temple, probablement durant el regnat d'Ur-Nammu, encara que hi ha dubtes sobre la identitat del rei que hi va viure. A l'estela s'hi veu el sobirà fer libacions al déu i al seu consort Ningal, i participar en els treballs de reconstrucció. El revers representa una festa que celebra la inauguració del nou temple, i les ofrenes fetes als déus en aquesta ocasió.

#### El Giparu

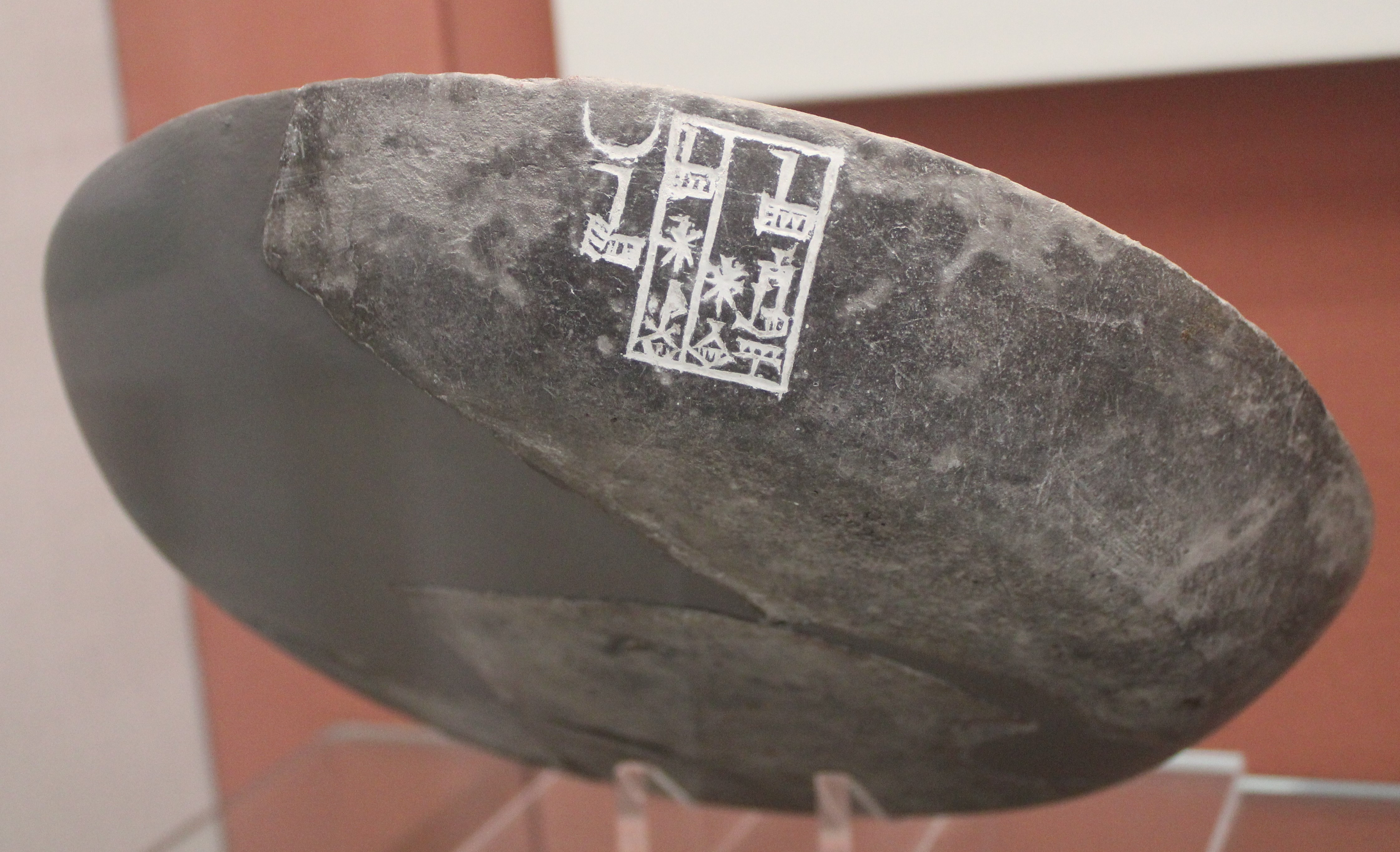
Plat de pedra amb inscripció al nom d'Enmahgalanna, germana d'Amar-Sin i gran sacerdotessa del déu Nanna, nomenada per a aquesta funció pel seu germà l'any 2043. L'objecte també porta una lluna creixent. Museu Britànic.

Al sud del pati del zigurat, contigu al recinte sagrat, es va construir l'E-gipar (en sumeri: é-gi-par i en accadi: Giparu(m)), que mesura aproximadament 79 × 76,5 m. Construït probablement a les primeres dinasties i remodelat en temps d'Ur III (per Ur-Nammu i sobretot Amar-Sin), és conegut sobretot pels seus nivells d'Isin-Larsa quan és restaurat per la gran sacerdotessa Enannatumma, filla d'Ishme-Dagan d'Isin. La planta de l'edifici d'Ur III es conserva, tot i que amb algunes petites modificacions. Aquest edifici estava dividit en dues parts separades per un passadís. Al sud-est, l'E-nun (sumeri: é-nun) era un temple dedicat a la deessa Ningal, consort de Nanna. Una porta monumental obria aquest edifici al costat de l'angle est; dues avantcambres s'obrien a un petit pati, des del qual s'accedia a la part principal organitzada axialment: un gran pati on es disposaven les instal·lacions de culte obert cap a una avantsala i una cel·la de forma oblonga formada per una gran fornícula, destinada a albergar l'estàtua de culte de la deessa. Aquesta part de l'edifici incloïa cuines, probablement dedicades a l'elaboració de plats per al culte de la deessa. S'hi van trobar fogons i fogons de cuina. Un passadís separava aquest temple de la part nord que ocupava aproximadament dos terços de l'edifici i servia com a residència de la gran sacerdotessa (en sumeri: entum) del déu Nanna. Aquest és el Giparu pròpiament dit. Hi ha diversos patis, organitzant l'edifici entre una part pública i una part privada, com en les cases particulars. Les antigues sacerdotesses eren enterrades sota l'edifici, en tombes amb volta. S'hi han descobert diversos objectes relacionats amb el culte al déu Nanna, com ja s'ha vist en períodes anteriors. Parts de l'edifici s'han identificat com a capelles.

#### L'Ehursag i el «Mausoleu de Xulgi»

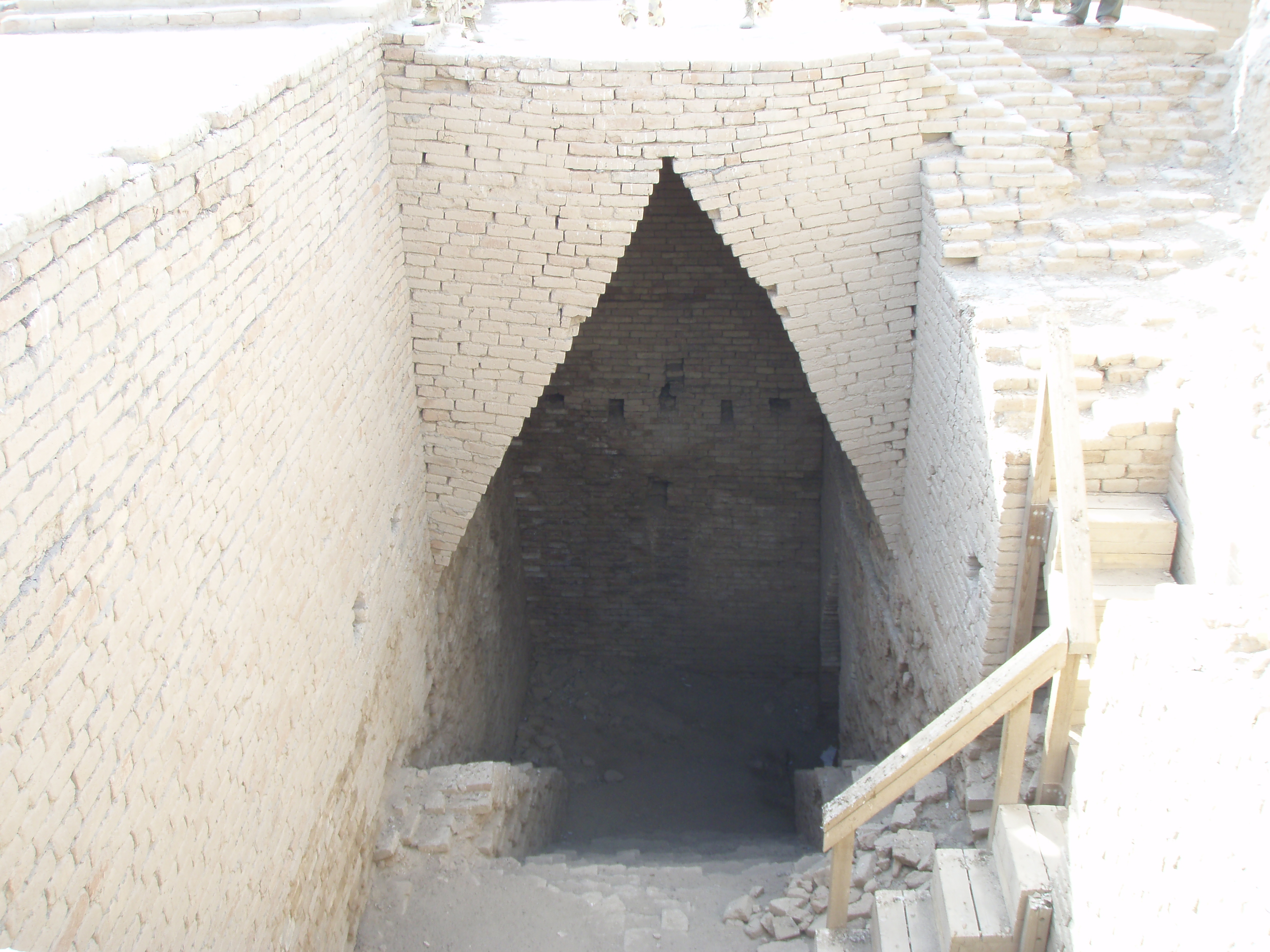
Entrada a les cambres subterrànies del «mausoleu».

Al sud-est del temple de Nanna s'han descobert dos edificis més del període d'Ur III. Aquests s'identifiquen com a edificis vinculats al poder reial i no a la divinitat principal de la ciutat, encara que se'n discuteix la funció exacta. El primer, l'é-hur-sag («casa-muntanya»), un edifici quadrat amb una base de 55 metres de costat, potser inclòs en el tèmenos del santuari en aquesta època, s'identifica habitualment com un palau reial, havent-se interpretat, en un principi, com un temple per la seva semblança amb Giparu i les inscripcions que li atribueixen una funció en el culte dels reis de la dinastia (vius o morts, perquè alguns van ser divinitzats en vida). Tota la part nord-oest va ser destruïda, i només es va poder reconstruir hipotèticament. Woolley ho va interpretar com les sales d'audiència, mentre que les parts sud i est haurien estat les habitacions privades del rei i el seu harem. Però això es basa en pocs arguments sòlids, només la planta de la part sud és ben coneguda tot i que és difícil identificar-ne els espais. S'hi pot identificar, tanmateix, un antecedent dels palaus reials de l'època següent organitzats al voltant d'una cort central oberta sobre espais de recepció, en particular la sala del tron. La seva funció religiosa encara s'ha de demostrar.
Continuant cap al sud-est hi ha un edifici identificat per Woolley com un mausoleu construït per Xulgi i el seu fill Amar-Sin. Té diversos cellers de volta al soterrani, i està dividit en tres grans unitats adossades. El primer i més gran, situat al centre i organitzat al voltant d'un pati central, està datat per les inscripcions del regnat de Xulgi que l'hauria fet construir per a la seva tomba i el seu culte funerari, llevat que fos pel seu pare. El seu successor va afegir-hi dues sales de planta semblant però més petites, una al nord-oest i una altra al sud-est, amb coberta de volta. Aquest monument està situat significativament a prop de les tombes reials de la dinastia arcaica i d'altres tombes riques de just abans del període d'Ur III que recorden en el seu aspecte les d'aquest mausoleu. Aquests últims es poden veure llavors com el seu successor més monumental. Segons Moorey, serviria bé per al culte dels reis (en relació amb els Ehursag) sense ser-ne lloc d'enterrament, amb els morts més aviat de l'elit de la ciutat jugant un paper important en el culte de Nanna. Les tombes reials s'haurien de buscar en un altre lloc, potser al voltant d'Uruk, bressol de la dinastia.

### Els habitants d'Ur
Les troballes arqueològiques i epigràfiques d'Ur, concentrades majoritàriament en l'època Isin-Larsa, posen llum a la vida dels seus habitants. Provenen en gran part dels primers sondeigs de Taylor i de les excavacions de Woolley, sense oblidar les excavacions irregulars que es van dur a terme mentrestant. Els barris residencials descoberts són molt útils per entendre l'hàbitat de l'antiga Mesopotàmia, sovint oblidats en altres jaciments. Les fonts escrites comparades amb els descobriments arqueològics permeten reconstruir la vida religiosa i econòmica de la ciutat, aquesta informació, sobretot, de les classes benestants de la societat.

#### Residències paleobabilònies

L'«Old Street, 1», districte AH, residència del mercader Ea-nasir. Possibles funcions de la sala: 1. Vestíbuls; 2. Espai central; 3. Passadís que condueix a una escala que dona accés al primer pis; 4. bassa d'aigua; 5. Sala de recepció; 6. Capella.

En nivells que daten entre el segle xix aC i segle xviii aC (període Isin-Larsa), els arqueòlegs han descobert diversos barris residencials. Aquests estan anomenats segons les seves coordenades als plànols del jaciment. Un primer grup ha estat desenterrat al sud del santuari de Nanna: a sobre del Mausoleu de Xulgi, a la zona EH i especialment a la zona EM on s'han desenterrat quinze residències en prop de 3.000 m². Les tauletes que s'han exhumat en aquestes cases indiquen que es tractava d'una zona habitada pel bàcul del temple, fet que explicaria la seva proximitat amb aquest. El conjunt més gran de residències excavades és el sector AH situat més al sud. En uns 8.000 m² aproximadament, s'hi han descobert una cinquantena d'edificis on vivien alguns membres del clergat, però també comerciants i empresaris. Els carrers principals que donaven servei a aquestes zones (quatre a EM, deu a AH) van ser nomenats per Woolley pels noms dels carrers d'Oxford (Quiet Street, Old Street, Paternoster Row, Broad Street, etc.).
Els barris residencials formen un teixit molt dens, travessats per uns quants carrers principals de terra i estrets (màxim 4 m), i desemboquen en carrerons sense sortida que donen accés als habitatges. Els barris excavats no només inclouen residències, sinó que Woolley també hi ha identificat capelles i espais d'artesania. Els habitatges són generalment petits (al voltant 60 a 80 m²) i construïts amb maó cru. Alguns tenen fonaments de maó cuit, més resistents, i les parets estan arrebossades amb fang. Les bigues de la coberta eren de fusta. Els habitatges tenen diverses formes i mides i han pogut patir transformacions, especialment divisions per herència (cada fill té dret a la seva part de la casa, amb una de més gran per al gran) o compra. Les cases més àmplies podrien haver servit d'hàbitat per a grups familiars extensos que associaven diverses generacions, mentre que les més petites albergaven més aviat famílies nuclears, que són les més comunes a l'antiga Mesopotàmia.

L'espai interior del model «ideal» d'aquestes residències, tal com s'ha reconstruït seguint les propostes de Woolley, s'organitza al voltant d'un espai central, cobert o no, pavimentat a les residències més opulentes i obert a una sala de recepció. A la pràctica, aquest model admet variants. La identificació de les estances no és fàcil, sobretot perquè moltes poden haver tingut diverses funcions a causa de la mobilitat dels mobles. Woolley va pensar que va veure capelles domèstiques a diverses residències. També va proposar que aquestes construccions tinguessin una planta per a espai privat, però això s'ha discutit. Sota el paviment de diverses d'aquestes residències s'han descobert sepulcres que podrien haver servit per als difunts, però també podrien ser anteriors a la construcció de les cases. Es tracta de simples fosses o tombes de maó. El difunt es posava en un taüt de fang, o en un simple pot si era un nen. El mobiliari funerari és divers i testimoni de les desigualtats socials: ceràmica a tots els sepulcres, acompanyada de diverses joies (polseres, arracades, anells, etc.) per als més rics. Aquestes residències també han conservat plaques esculpides i altres objectes de terracota, característics de l'art popular de l'època.

Artefactes de terracota de residències i tombes del període paleobabilònic (ca. 2000 aC–1600 aC), Museu Britànic.
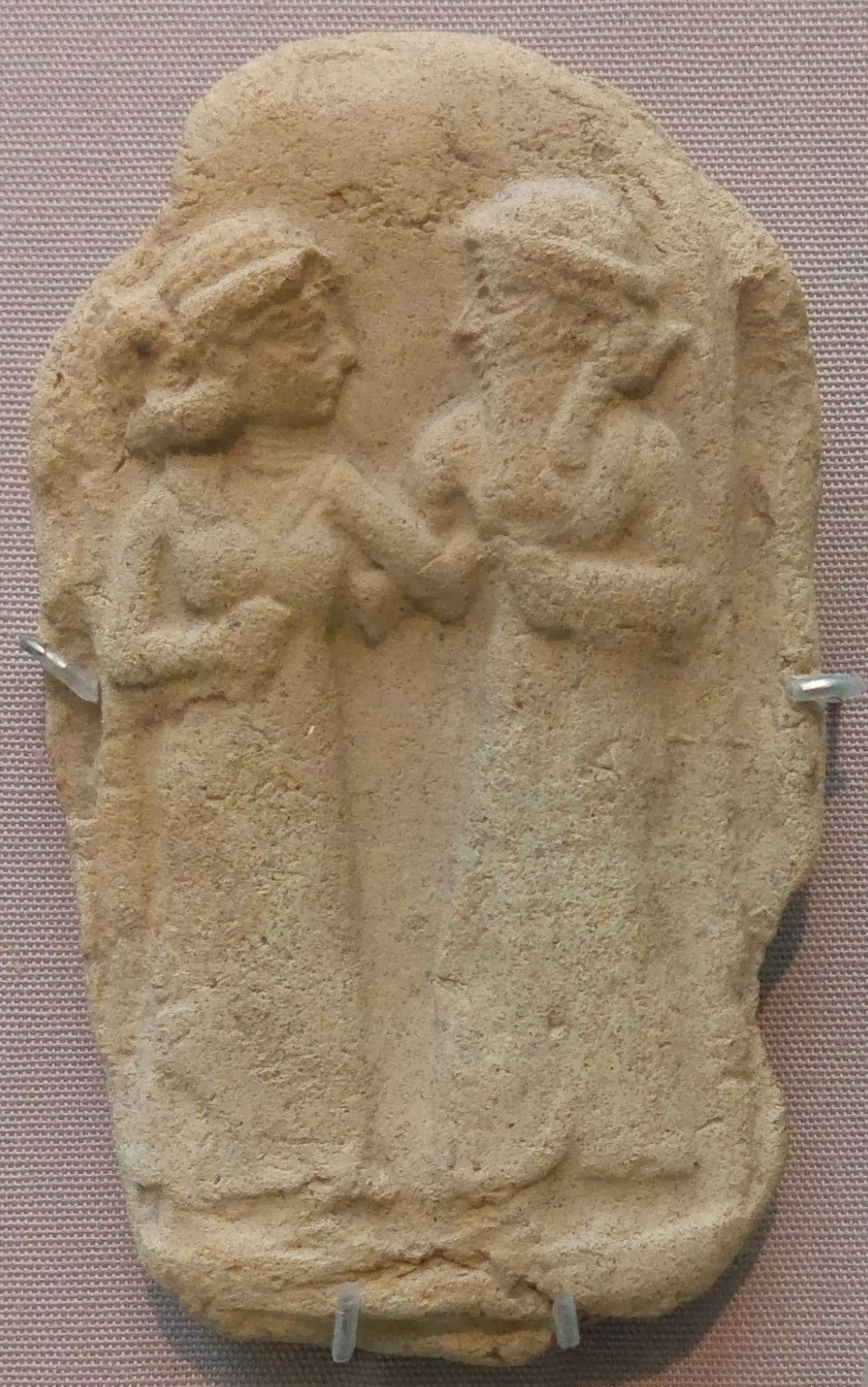
Placa que representa una parella afectuosa.
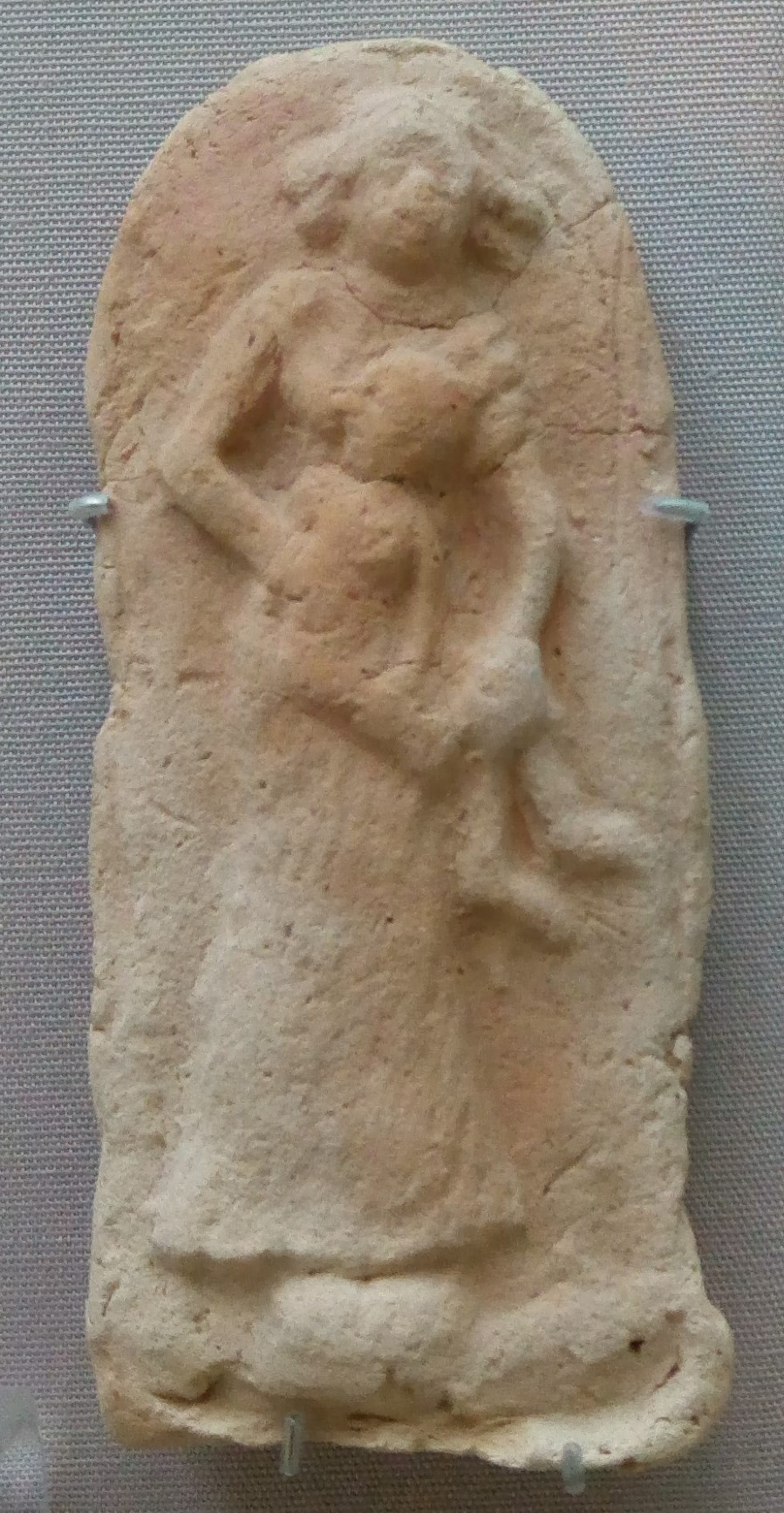
Placa que representa una dona amb el seu fill.
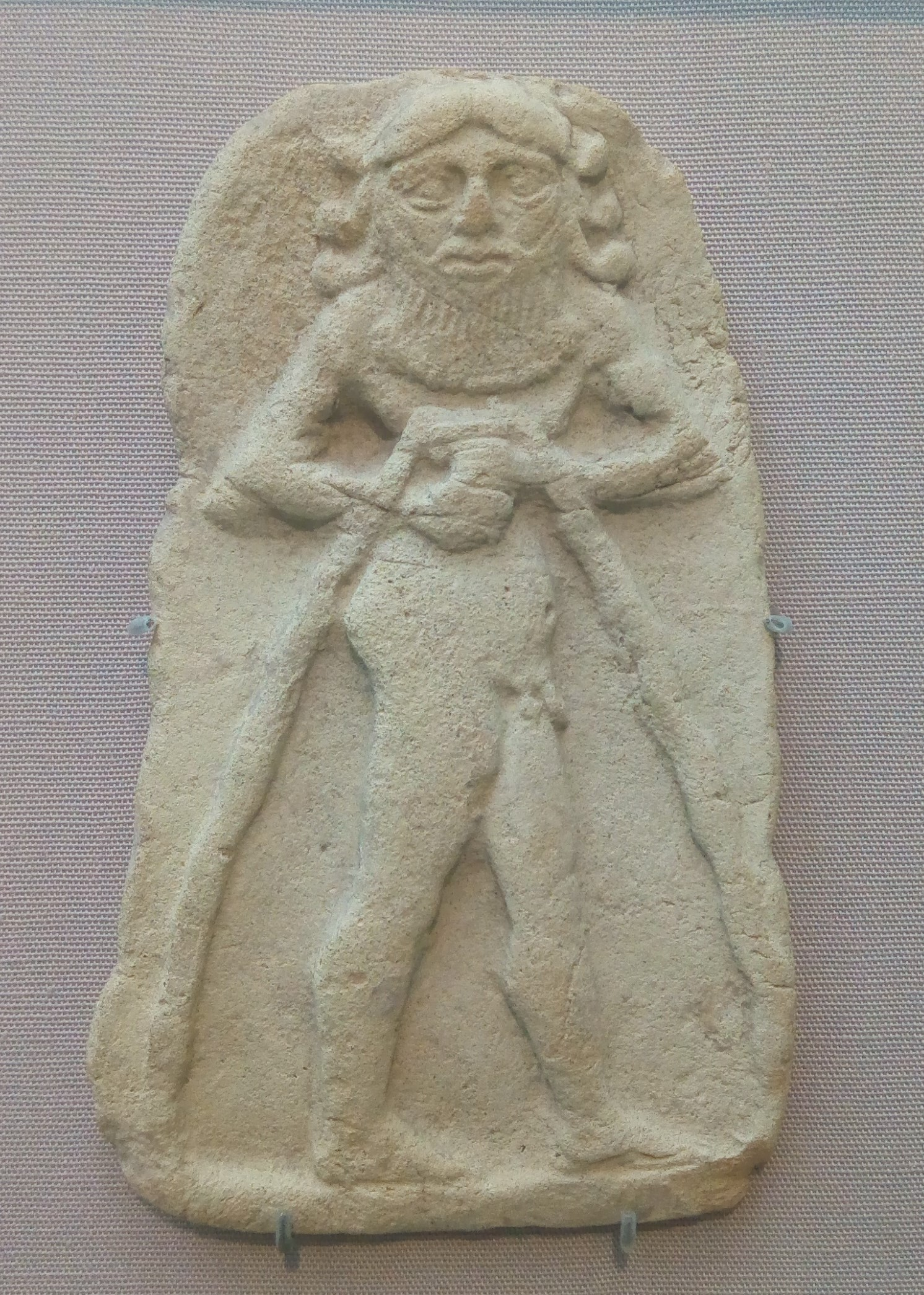
Placa que representa un geni sostenint un gerro amb aigües brollades.
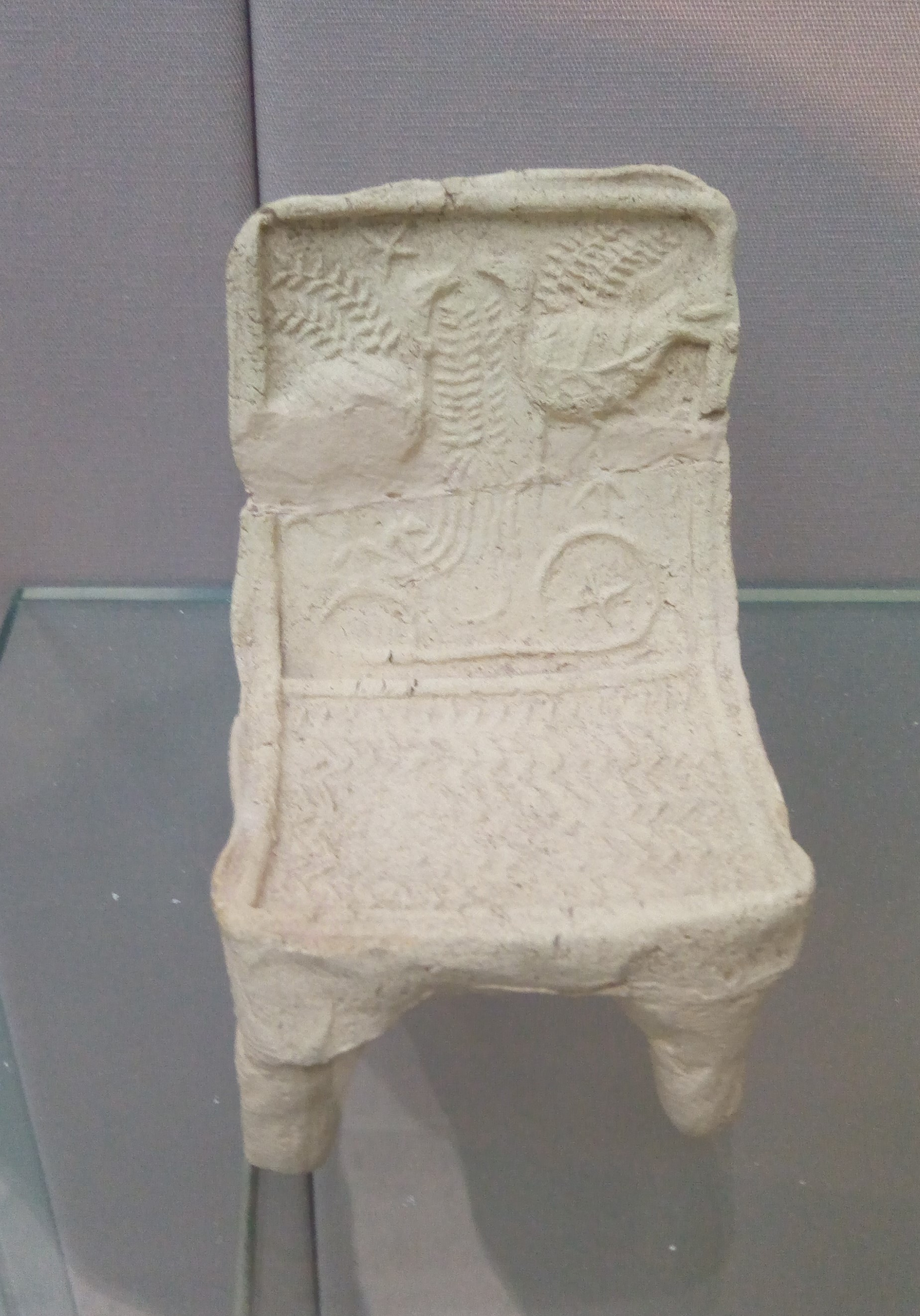
Model de cadira decorada.
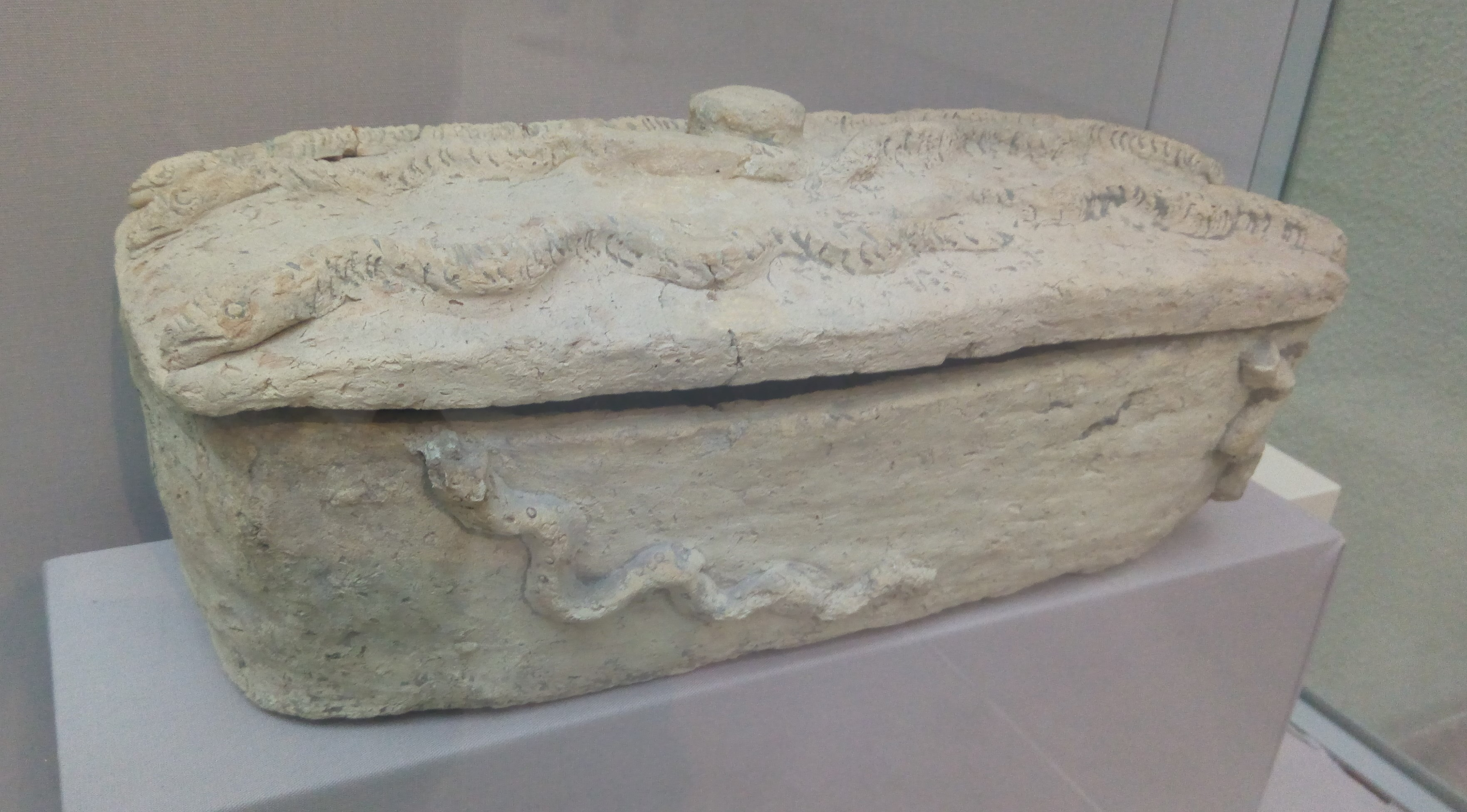
Caixa decorada amb serps.

#### El clergat, el culte i l'ensenyament
Als barris assenyalats EM i EH, les residències de persones vinculades al santuari de Nanna/Sin i la seva consort han posat al descobert tauletes del període paleobabilònic que ens permeten conèixer millor els responsables de l'organització del culte durant aquest període, encara que els aspectes de culte siguin menys coneguts. Tot i que es troben en un context privat (les residències són propietats personals d'aquests membres del clergat i no les dels santuaris on oficien), sovint mostren activitats relacionades amb la institució. L'activitat religiosa va ser especialment intensa a Ur, ja que el santuari del Déu-Lluna i de la deessa Ningal era un dels més importants de la Baixa Mesopotàmia. Tenia divinitats secundàries, però la ciutat també incloïa altres temples, alguns dels quals hi havien estat portats d'altres llocs de culte abandonats. El cas més notable és el del culte d'Enki a Èridu, una de les principals divinitats de Mesopotàmia.
El personal implicat en el culte als déus venerats a Ur tenia tasques que podem dividir en dues grans categories: les permanents i les divisibles. Dins del primer grup hi troben les feines de l'administració del temple, situades sota la direcció de la sanga, on es troba el majordom (agrig/šatammum) o l'oficial del tresor (šandabakkum). Un titular d'aquest càrrec, Ur-Nanna, és ben conegut pels abundants registres trobats a la seva residència al n. 7 de Quiet Street. Altres oficines permanents estan vinculades a l'exercici de rituals de culte, per exemple el de purificador (abriqqum), il·lustrat pel cas de Ku-Ningal que ocupa el n. 7 de Quiet Street (districte EM) després d'Ur-Nanna. Les feines divisibles, denominades «prebendes», són exercides pel seu titular durant una part de l'any i per altres prebendaris al seu «torn» (bala) la resta de l'any. En aquesta categoria es troben càrrecs importants en el culte diari al déu, com ara el «purificador» (en sumeri: gudu4, en accadi: pašīšu) que s'ocupa d'un objecte de culte, en particular d'estàtues divines, o cervesers que fan begudes fermentades que s'ofereixen a les divinitats. Les prebendes són alienables i transmissibles per herència, mentre que les feines permanents es transmeten generalment de pare a fill. El clergat és remunerat per la redistribució d'una part de les ofrenes, o per les rendes dels camps pertanyents al temple i que se'ls ha atribuït.
El gruix de l'activitat del personal de culte consisteix en les ofrenes de culte diví, distribuïdes durant els àpats diaris dels grans déus o durant les festes habituals com les festes eššēššum que tenen lloc durant les diferents fases lunars. Es tracta sobretot de cereals transformats en pa o cervesa, lactis, fruites, etc. Entre les festes més importants d'Ur es coneixen les «gran festa» (ezen-mah) de Nanna, i l'akitu (á-ki-ti), que se celebra dos cops l'any durant els equinoccis i veu com l'estàtua del déu Nanna es mou pels voltants de la ciutat fins a un temple específic on es realitzen rituals. Està atestat a Ur des de l'època arcaica i probablement es va originar en aquesta ciutat, des de la qual es va estendre als principals llocs de culte mesopotàmics.
Les residències dels sacerdots paleobabilònics han donat moltes tauletes escolars que s'utilitzaven en el curs de formació d'escribes i estudiosos. Amb textos semblants trobats a Nippur, han permès reconstruir les etapes de l'aprenentatge dels escribes. Això es va fer en diverses fases: primer l'aprenentatge bàsic de l'escriptura i l'escriptura de tauletes senzilles. A continuació, les etapes següents van consistir en exercicis de còpies de textos més complexos, en particular obres de la «belles lletres». És aquesta última etapa la que es documenta majoritàriament a Ur. La formació es feia en residències privades. Només es va poder identificar amb certesa una escola, al n. 7 Quiet Street ja esmentat, on es formaven aprenents de sacerdots, un grup que constituïa els «erudits» d'aquest període. Una altra residència identificada com una escola per Woolley, o n. 1 Broad Street (districte AH) el propietari de la qual Igmil-Sin també és un sacerdot, no es pot veure com a tal perquè les tauletes de l'escola que hi van ser exhumades òbviament havien estat llançades.
Les tauletes descobertes durant les excavacions del 2017 van permetre aclarir coneixements sobre el clergat paleobabilònic d'Ur, per exemple gràcies al descobriment de la casa d'un majordom del temple de Ningal.

#### Activitats econòmiques

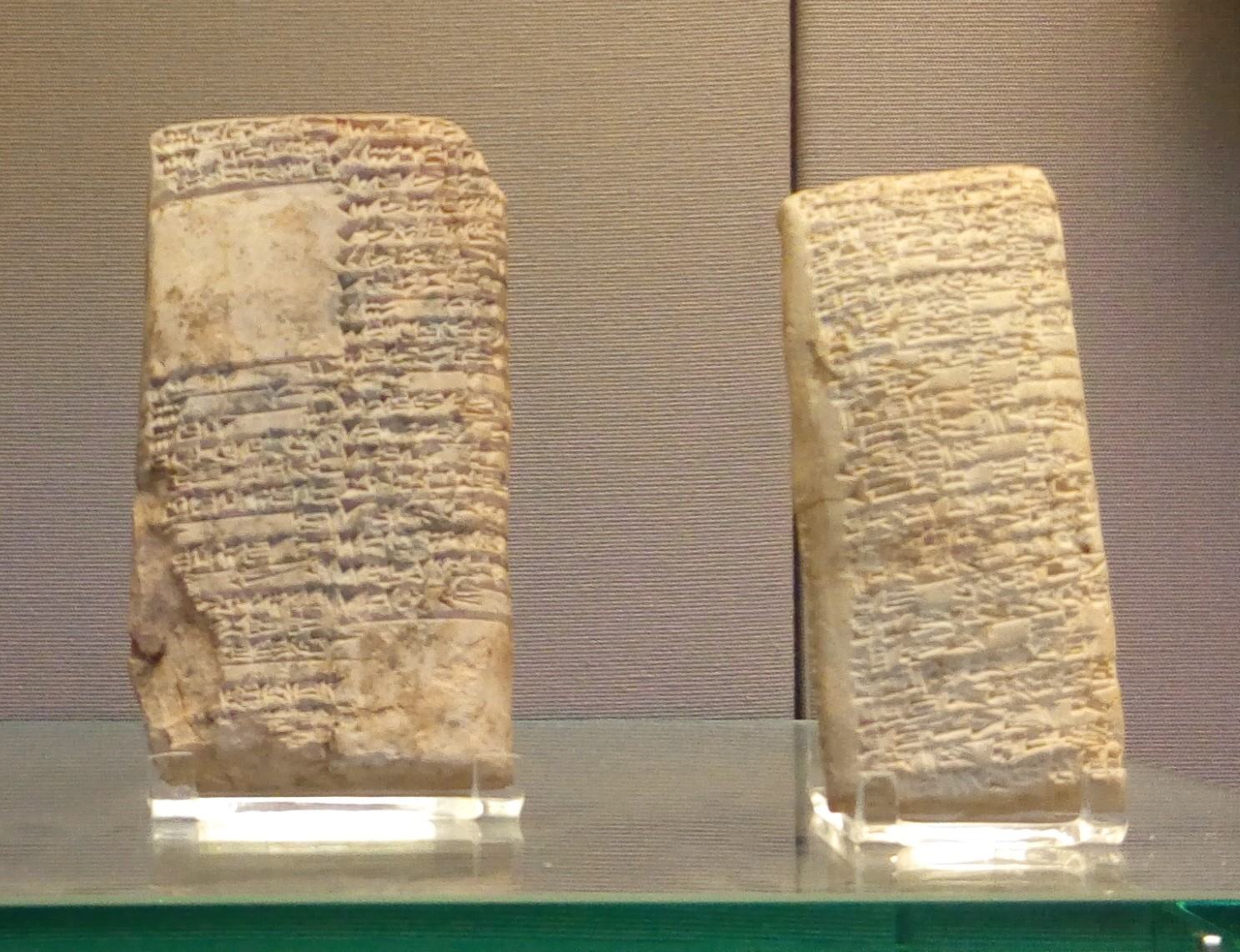
Dues tauletes dels registres de comerciants/empresaris d'Ur en el període paleobabilònic: a l'esquerra, una llista de regals dedicats a la deessa Ningal després d'un reeixit viatge a Dilmun (1887 aC); a la dreta, una queixa després del lliurament de coure de mala qualitat (ca. 1750 aC), arxius d'Ea-nasir. Museu Britànic.

Es coneixen uns 4.000 textos administratius i econòmics de la ciutat per al període d'Ur III. Encara són poc estudiats, a excepció de l'important corpus que documenta l'artesania, fet que fa que l'administració i l'economia d'Ur en aquesta època siguin encara poc conegudes. El temple de Nanna i Ningal té un paper econòmic important, controlat pel poder central. Els tallers institucionals donen feina a molts treballadors, especialment dones i nens en la producció de tèxtils. Els artesans més hàbils produeixen objectes de luxe amb materials preciosos, exòtics i variats. S'agrupen segons les seves especialitats (fusta, vori, or, plata, coure, cuir, etc.) però totes depenen d'una mateixa oficina. Aquest els contracta, els paga, els proporciona matèries primeres i eines, i fa un seguiment de la seva activitat (sobretot la seva assistència). Recupera la seva producció que es guarda a les botigues oficials abans de ser redistribuïda.
Les tauletes dels nivells paleobabilònics han permès reconstruir una bona part de la vida econòmica i social de la ciutat i el seu entorn entre el segle xix i segle xviii aC. El temple de Nanna i Ningal encara hi ocupa un lloc important, atès que posseeix molts camps i també aiguamolls explotats per les seves canyes i peixos. El temple els cedeix al seu personal com a remuneració, o els lloga a altres persones. També existeix un sistema similar per a la gestió dels seus ramats. Un cop a l'any, els pastors que gestionaven les ovelles del temple havien de portar-les perquè les comptessin els administradors de la institució, verificant que s'havia complert la quota de naixement requerida. També era en aquesta època que es recollia la llana. No obstant això, els arxius provenen essencialment de solars particulars que es troben a les residències, documentant tant les activitats que els seus habitants desenvolupen per compte del temple com per compte propi, un fet que en fa difícil la separació. El període paleobabilònic es caracteritza, de fet, pel desenvolupament de la documentació econòmica privada, testimoni sens dubte del paper més gran que tenen els actors privats en la societat i l'economia d'aquest període, encara que la seva vinculació amb els «grans organismes» (temple o palau) sovint sembla crucial en la constitució de les fortunes familiars.
El comerç és una activitat important a Ur. Ea-nasir, propietari del n. 1 d'Olt Street (districte AH), és un comerciant de l'època del domini de Larsa. Gestiona els seus assumptes des de Dilmun, l'actual Bahrain, on resideix gran part de l'any. Ell i els que fan la mateixa activitat s'anomenen, ālik Dilmun, «(un) que va a Dilmun». El comerç marítim entre Ur i aquesta illa del Golf Pèrsic és, sens dubte, una base important per a la prosperitat de la ciutat. Els comerciants mesopotàmics intercanvien el coure d'aquesta illa d'Oman (Magan), per plata o teixits i oli. També, poden recórrer a associacions per finançar els viatges, en particular l'associació tapputum, coneguda per alguns contractes, i que fa de patrocinador financer aportant el capital (els productes a vendre a la destinació) a un agent, el benefici que es retorna a la devolució és després compartida entre les dues parts. A l'arribada a Ur, els comerciants han de pagar un delme de les seves importacions al temple de la deessa Ningal, una institució que també concedeix préstecs comercials. També ofereixen models de vaixells de plata a la deessa, en un intent de rebre la seva protecció mentre es troba al mar. El poder reial controla el «gremi» dels comerciants locals a través d'un funcionari (wakil tamkarim), que a partir d'un moment semblava fer-se càrrec de la recaptació d'una part dels impostos comercials per compte del palau. El comerç marítim d'Ur disminueix sota el període de dominació babilònica, al mateix temps que l'agricultura, amb el declivi de l'ocupació humana a les regions de les costes mesopotàmiques del golf. Al costat del comerç, els empresaris d'Ur també podien fer préstecs i realitzar altres tipus d'activitats, sovint relacionades amb el temple o el palau que solien fer contractes amb aquests personatges per tal d'assegurar-ne el subministrament d'aliments i béns. Dumuzi-gamil, resident al n. 3 de Niche Lane, pren en préstec amb la seva parella Shumi-abiya un capital de 500 grams de plata reemborsables en cinc anys que reinverteix en altres activitats: s'encarrega de proveir de pa el temple de Nanna, fent d'intermediari entre aquests i els forners, després presta els mateixos serveis al palau reial de Larsa; a més, també fa préstecs a dependents del temple que ho necessitin, però a molt curt termini i a tipus més alts que els que va demanar inicialment, per tal de fer créixer el seu capital; així pot reemborsar el seu préstec al venciment.

## El darrer mil·lenni
Durant l'últim mil·lenni (ca. 1400 aC–300 aC) durant el qual va ser ocupada, Ur va perdre la seva condició de ciutat important de la Baixa Mesopotàmia, mentre que la població de la regió va disminuir. No obstant això, continuà sent una ciutat de prestigi, especialment com la ciutat del déu de la Lluna. Això és, sens dubte, el que motiva les atencions de diversos reis babilònics que en restauren els edificis principals. Per tant, apareix regularment en fonts escrites. Les excavacions arqueològiques han donat alguns descobriments notables per a aquests períodes, encara que semblin limitats en comparació amb els de períodes anteriors.

### Període cassita
Ur i els territoris rurals que l'envolten van ser reocupats progressivament a l'inici del període de dominació de la dinastia cassita de babilònia (1595–1155), que va derrotar la dinastia del País del Mar poc després del 1500. El temple de Sin tornà a funcionar des del regnat de Kurigalzu I, cap al 1400. Probablement és a aquest darrer (i no a Kurigalzu II com pensava Woolley) a qui devem la restauració de diversos edificis sagrats de la ciutat, en ruïnes després del seu abandonament o potser destruïts a l'època de Samsu-iluna. S'ha trobat un fragment d'una estàtua en nom d'aquest rei, on una inscripció el qualifica com «rei d'ur», mostra de la importància que donava a la feina que havia fet en aquesta ciutat. Aquests projectes formen clarament part d'una política de consolidació de la dominació cassita al sud del regne després de la conquesta de la País del Mar, i després de Kurigalzu els governants cassites semblen haver mostrat poc interès per la ciutat.
Les obres d'aquesta època mantenen, en general, els plànols d'èpoques anteriors tot fent algunes modificacions. Kurigalzu va restaurar el zigurat i el seu pati, al sud-est del qual va construir un petit temple dedicat a Ningal. Aquest temple s'organitza al voltant d'un gran pati que s'obre pel seu costat sud-oest cap a un espai central amb dues cel·les. També va fer reconstruir el temple de Dublamah, que es va aixecar sobre els patis que l'envoltaven. Woolley hi va veure les ruïnes de les portes arquejades. També s'aixeca l'Enunmah, així com el Giparu que es reconstrueix amb un disseny diferent del dels períodes precedents. La seva funció es va canviar a causa del trasllat del temple de Ningal a la terrassa del zigurat. Els dos edificis estan comunicats per un passatge. En conseqüència, sembla que l'espai domèstic de Giparu es va estendre en detriment de l'espai religiós que fins i tot podria haver desaparegut, però la planta coneguda de l'edifici és massa incompleta per entendre's del tot. Altres inscripcions de Kurigalzu I indiquen que va restaurar temples a la resta de la ciutat així com una porta. En aquesta època també es va aixecar la muralla de la ciutat i s'hi va construir un fort. S'han descobert alguns habitatges d'aquesta època, però estan mal conservats.
Pel que fa a l'epigrafia, s'han trobat 70 tauletes del període 1250 aC–1175 aC, procedents d'arxius privats de la família de Dayyānātu (en particular Xamaix-etir), els caps de la qual tenien la prebenda de cerveser del temple de Sin, i que residia en una casa propera al complex sagrat, documentant les seves activitats econòmiques privades (escriptures de venda, distribució de productes a altres cervesers, etc.) i també les seves disputes amb altres persones que treballen per al temple, inclosa una que dura diversos anys i es remunta al rei Adadxumausur. La vida econòmica de la ciutat es reprèn, però sembla lluny del nivell d'èpoques anteriors, sobretot perquè el comerç del golf Pèrsic és ara inexistent.

### Períodes postcassita i assiri
Després de la documentació relativa a l'obra de Kurigalzu I, no hi ha cap documentació sobre les activitats dels reis de Babilònia a Ur durant dos segles i mig. Un text posterior de Nabònides atribueix a Nabucodonosor I (1125 aC–1104 aC) la restauració de la Dublamah, i les inscripcions fundacionals esmenten el treball dut a terme per Marduknadinahhe (1100 aC–1083 aC) a l'Enunmah i Adadaplaiddina (1069 aC–1048 aC) al temple de Sin. Els segles següents van veure la desintegració del poder polític a Babilònia, en particular a causa de l'arribada de noves poblacions, en particular els arameus i els caldeus. Les prospeccions arqueològiques han identificat clarament signes de declivi de l'hàbitat. El canal que enllaçava amb l'Eufrates que regava Ur i els seus voltants sembla estar perdent importància, fet que pot haver dificultat l'abastiment d'aigua a la ciutat.
Després de moments molt difícils entre el segle xi aC i el segle ix aC, Babilònia va experimentar una recuperació, malgrat els conflictes recurrents de les entitats polítiques de la regió contra la dominació assíria, que es va imposar gradualment entre el segle viii aC i el segle vii aC. Ur estava governada per una dinastia local els líders de la qual portaven el títol de šakkanakku (antic alt funcionari del regne d'Ur III), de vegades traduït com «governador» i que de vegades gaudien de certa autonomia. El més conegut d'ells és Sin-balassu-iqbi, que va governar la ciutat en nom dels reis assiris Assarhaddon i Assurbanipal. Va deixar inscripcions commemoratives de diverses obres de construcció cap a mitjan segle vii aC, de les quals els arqueòlegs han trobat restes. Restaurà i aixecà la terrassa del zigurat, així com el temple de Ningal que el voreja i la planta del qual es modifica per adoptar-lo a una planta «babilònica» de tipus clàssic de pati-vestíbul- cel·la. El Dublamah va ser ampliat i el Giparu també va ser reconstruït amb una nova planta. S'hi han descobert dues tombes, possiblement les de dues grans sacerdotesses. Les figuretes d'argila trobades als fonaments probablement estaven destinades a proporcionar protecció màgica a l'edifici. La qualitat dels maons utilitzats en les construccions de l'època de Sin-balassu-iqbi és, però, la pitjor que Woolley ha trobat en aquest lloc, fet que dificulta la reconstrucció del plànol dels edificis d'aquest període.

### Període neobabilònic i últimes ocupacions

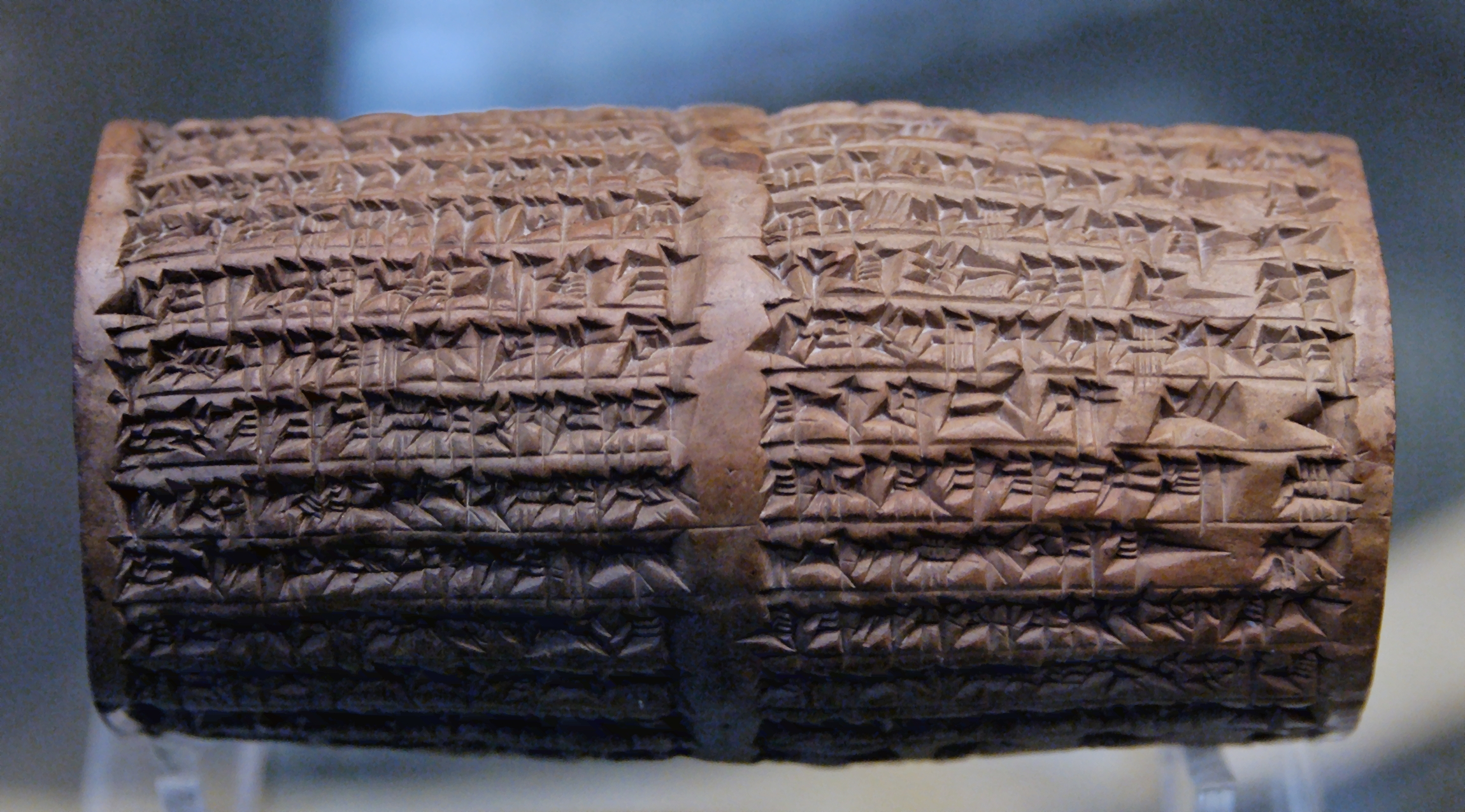
Cilindre de terracota de Nabònides, evocant la restauració del temple de Sin a Ur, Museu Britànic.

Després de la caiguda de l'Imperi assiri, la ciutat va passar sota el control de l'última dinastia babilònica. Diversos dels reis de la dinastia Neobabilònica hi van emprendre treballs, malgrat que estava en decadència, sens dubte pel seu passat il·lustre. Nabucodonosor II (605–562 aC) va fer construir un recinte aproximadament trapezoidal al voltant del barri sagrat, d'uns 400 × 200/240 metres, i travessat per tres portes al seu costat oriental, una al sud i dues a l'est. Aquest monarca podria haver construït dos petits temples a la terrassa del zigurat, però els registres arqueològics no són clars. Nabònides (556–539 aC), l'últim representant de la dinastia, va ser un gran adorador del déu de la lluna, i en va restaurar els principals centres de culte, a Harran, Tayma i Ur. La seva filla Ennigaldi-Nanna esdevingué gran sacerdotessa del déu a Ur, d'acord amb la tradició ancestral. Segons Woolley, Nabònides restaura el zigurat i l'eleva de tres pisos a set, però això és qüestionable. El temple de Ningal sembla que fou restaurat, així com l'Enunmah. Les reurbanitzacions més importants es van fer a la zona de Dublamah, i inclogueren un nou edifici que limità amb el pati principal, i que s'estengué cap al sud-est on s'han descobert algunes dependències. Aquesta nova construcció, de forma aproximadament rectangular amb unes dimensions d'aproximadament 100 × 50 metres, es podria identificar com la nova Giparu construïda per servir de residència a la filla de Nabònides. S'hi han trobat objectes d'èpoques anteriors (en particular inscripcions d'antics reis), que testimonien el gust del rei i la seva filla per «antiguitats». També s'han vist obres de Nabònides a la part nord-est de la ciutat, al costat del port nord. Hi feu construir un palau envoltat d'un mur de forma vagament trapezoidal, amb una extensió màxima d'uns 100 × 90 metres. L'entrada principal es troba al costat sud-est. Els espais residencials es poden identificar al centre de la construcció, organitzats al voltant de diversos patis. Tot i que les inscripcions que s'hi troben porten el nom de Giparu, aquest edifici no sembla haver servit com a residència de la gran sacerdotessa de Sin. Aquest palau estava adossat al sud per un petit temple (33 × 27 metres) de planta clàssica, anomenat «temple del port» perquè no es coneix la seva divinitat tutelar. L'últim rei del qual es coneixen les obres a Ur, al santuari de Sin, és Cir II el Gran de Pèrsia que enderrocà Nabònides.
També s'han desenterrat les residències privades neobabilònies al sud del barri AH. Els carrers semblen més amples i rectes que en èpoques anteriors, potser fruit de la planificació, ja que el ressorgiment de l'assentament a la ciutat pot haver estat a causa d'una acció deliberada dels reis babilònics. Els habitatges estan fets amb maons crus, sense afegir-hi maons cuits, contràriament a les pràctiques anteriors. L'organització de l'espai interior, en canvi, es manté al voltant d'un espai central, una distribució pròpia de les cases babilònies. En aquests casos, Woolley creu que les cases no tenien pisos. Una seixantena de tauletes privades que daten d'aquesta època i la següent, la de la dominació aquemènida, provenen de les residències d'Ur. Documenten les activitats d'algunes famílies que, sens dubte, es troben entre les més notables de la ciutat. El lot més remarcable és força tardà i correspon al pas dels períodes aquemènida (539–330 aC) i selèucida (330–140 aC). Són els arxius familiars dels descendents del «barber» (Galabu, que rep el nom de l'avantpassat de la línia). Aquesta família era una molt notable a la ciutat i era molt present en l'activitat econòmica de la Babilònia de l'època (com els Murashu a Nippur). La família tenia una prebenda de barber del gran temple d'aquesta ciutat, un fet que permetia als seus membres disposar de terres relacionades amb aquesta funció. La seva font d'ingressos es complementa amb la gestió de finques militars, i amb la compra de propietats de terra per ser llogades.
Però aquests són els últims testimonis de l'ocupació d'Ur. El text més recent trobat a la ciutat data del regnat del rei macedoni Felip III Arrideu (323–316 aC), quan la dominació grega va succeir la persa. També s'han trobat algunes restes de residències i tombes de l'època persa i selèucida. Poc ha arribat d'èpoques posteriors, durant les quals el lloc sembla ben abandonat. Els canals d'aigua que regaven la ciutat han disminuït considerablement, malgrat les obres de reurbanització, acompanyant el lent declivi demogràfic de la regió d'Ur.

## La pàtria d'Abraham
Des de la seva identificació per Henry Rawlinson, ha sorgit el problema de la connexió de l'antiga ciutat del sud de l'Iraq avui anomenada Ur (el seu nom antic és en realitat Urim), amb el «Ur de Caldea» que és la ciutat natal d'Abraham segons el Gènesi.［Gn 11:28-32］ El segon terme, kasdim en hebreu, chaldaioi en grec, designa generalment els habitants del sud de la Mesopotàmia, que correspondria bé a l'Ur trobat en aquesta regió. Estudis recents de textos bíblics posen en dubte l'existència històrica d'Abraham. Segons ells, el seu origen és una història de ficció elaborada en el moment del retorn a Judea de part dels exiliats de Babilònia (després del 539 aC). Aleshores haurien intentat reforçar la seva posició davant els que havien quedat a Judea, apropant la seva situació a la del Patriarca. Ur hauria estat escollit perquè era a Babilònia, força coneguda però no tan coneguda com Babilònia. Aquesta elecció estaria lligada a la seva condició de gran lloc de culte al déu de la lluna juntament amb Harran, una altra etapa del viatge d'Abraham. Igual que Babilònia, Harran va ser restaurada per Nabònides just abans del probable període d'escriptura del passatge del Gènesi que els esmenta. Una explicació alternativa situa l'elaboració de la història del viatge d'Abraham al segle vii aC, en aquest cas les figures d'Abraham i els seus descendents haurien servit per legitimar la superioritat del regne de Judà sobre el d'Israel. El Patriarca procedent de la prestigiosa Mesopotàmia sota la direcció de Déu s'hauria establert a les terres altes de Judea, i no a les del rival del nord.
Els especialistes en l'antiga Mesopotàmia i la història bíblica que són menys escèptics sobre la historicitat del relat dels patriarques s'han preguntat durant molt de temps sobre la identitat de les dues Ur, la de la Bíblia i l'excavada a Mesopotàmia. El mateix Rawlinson va preferir localitzar l'Ur bíblic a Urfa, l'actual Şanlıurfa, situat al sud-est de Turquia prop de la frontera amb Síria. Aquesta hipòtesi es recolza en la tradició musulmana que fa d'aquesta ciutat la pàtria d'Abraham, però la vinculació entre els dos noms no sembla concloent. Les interpretacions que rebutgen la identificació de l'Ur mesopotàmica com a ciutat d'Abraham es basen, en particular, en el fet que els textos bíblics que esmenten els orígens del patriarca (Gènesi i el llibre de Josuè) semblen més aviat situar els esdeveniments a Síria, lluny de la Baixa Mesopotàmia. La Caldea esmentada en aquesta expressió no seria aleshores la mateixa que la situada a la Baixa Mesopotàmia a la segona meitat del i mil·lenni aC. Woolley, en canvi, va identificar l'Ur bíblic amb el jaciment que estava excavant, i les seves publicacions van popularitzar aquesta idea estesa actualment. Una altra proposta la va fer C. Gordon, que va localitzar l'Ur bíblic a l'antiga ciutat d'Ura, port d'Anatòlia Oriental citat als textos del regne d'Ugarit (segle xiii aC). Des d'aleshores, altres ciutats situades a l'Alta Mesopotàmia el nom de les quals és proper al d'Ur s'han proposat com a candidates a la identificació amb el lloc bíblic, entre d'altres la ciutat d'Urkesh a l'est d'Harran, però els arguments geogràfics utilitzats són rarament convincents.